# Hauspferd
Das Hauspferd (Equus caballus) ist ein weit verbreitetes Haus- bzw. Nutztier, das heute in zahlreichen Rassen auf der ganzen Welt existiert.
Das Hauspferd ist die domestizierte Form des Wildpferdes, das mit den Eseln und Zebras die Familie der Pferde (Einhufer, Equidae) innerhalb der Ordnung der Unpaarhufer (Perissodactyla) bildet.

## Merkmale

### Äußeres

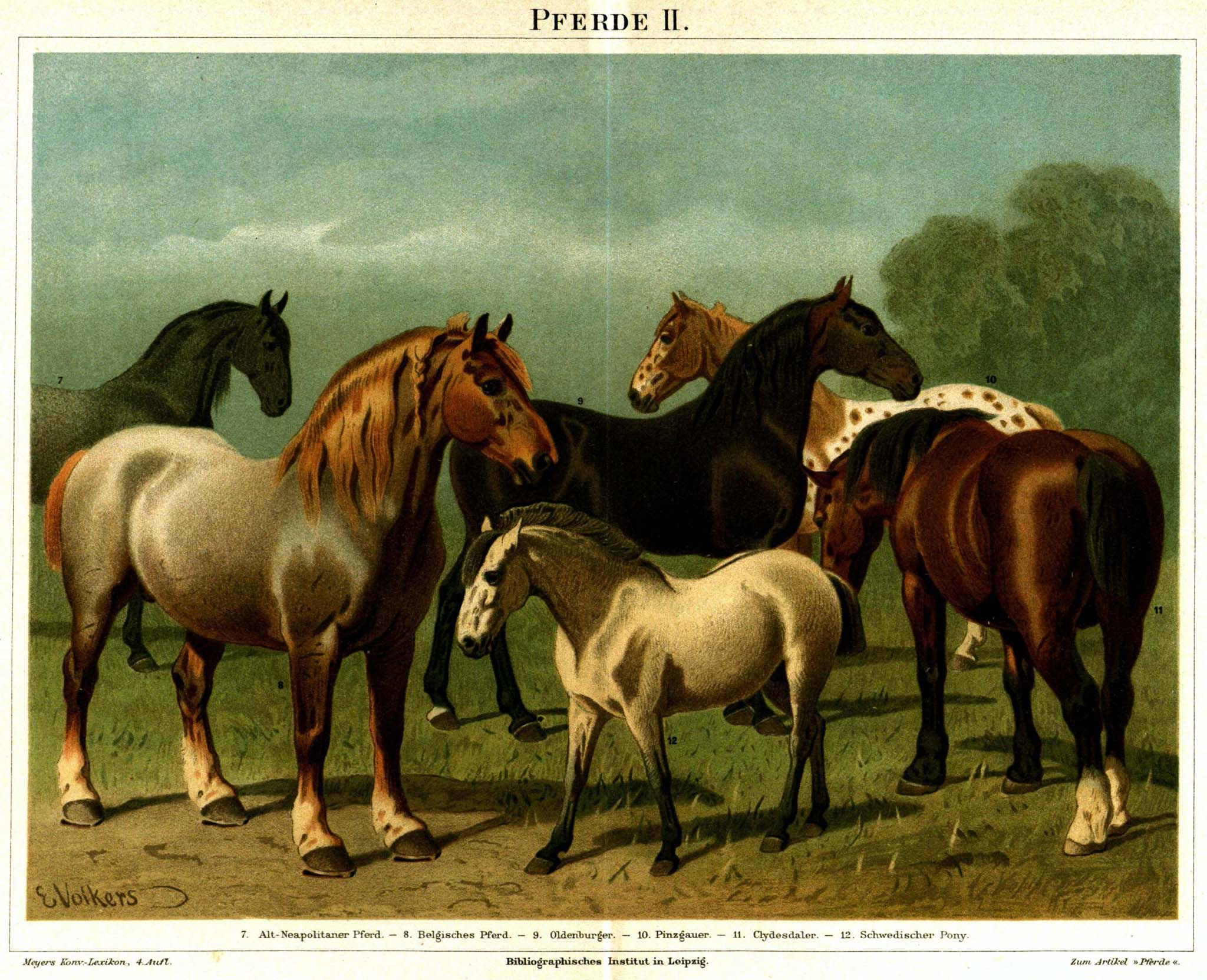
Unterschiedliche Pferde (Lithographie)

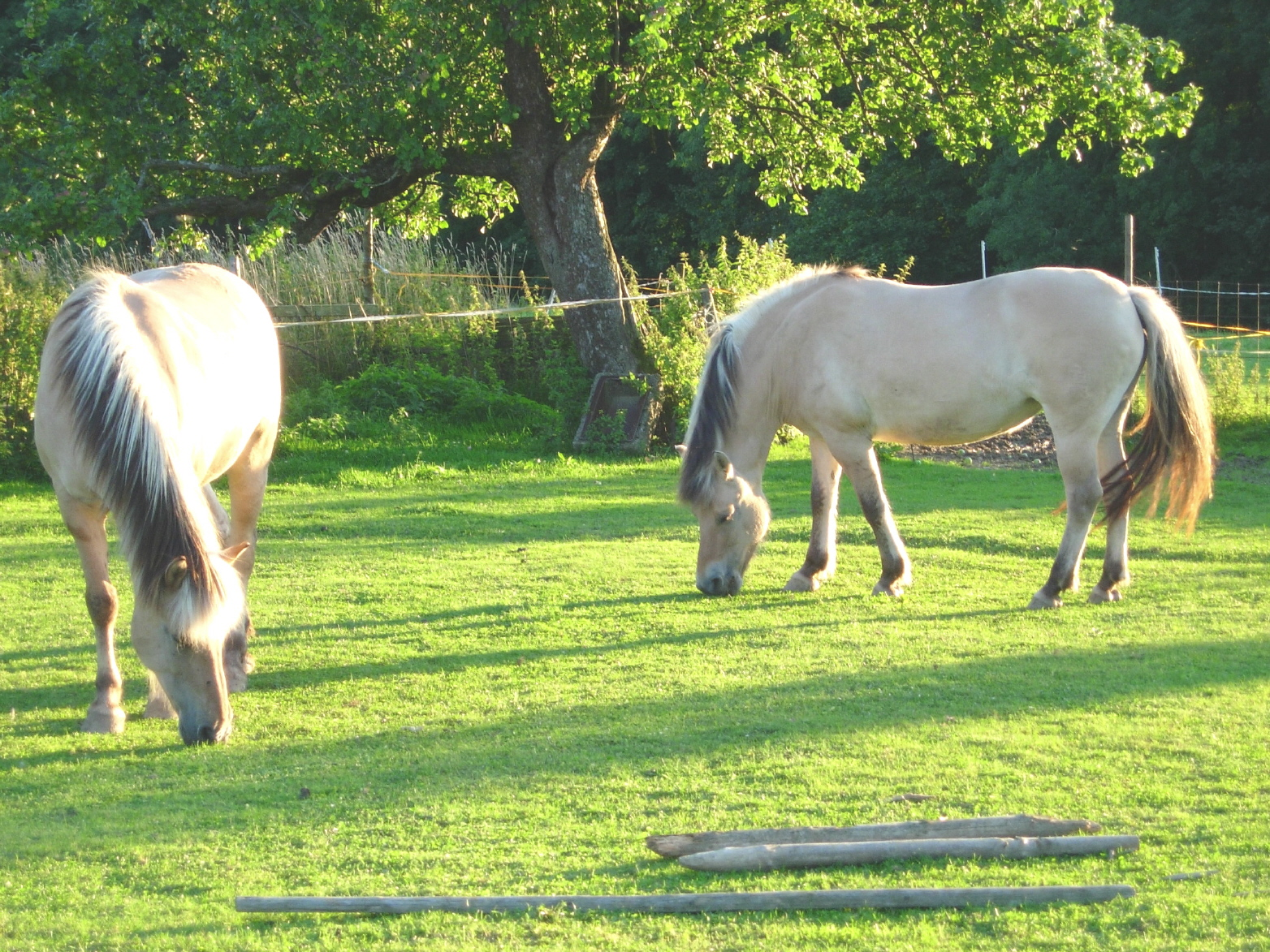
Falbfarbene Fjordpferde auf der Schwäbischen Alb. Typisches Merkmal: der dunkle Aalstrich

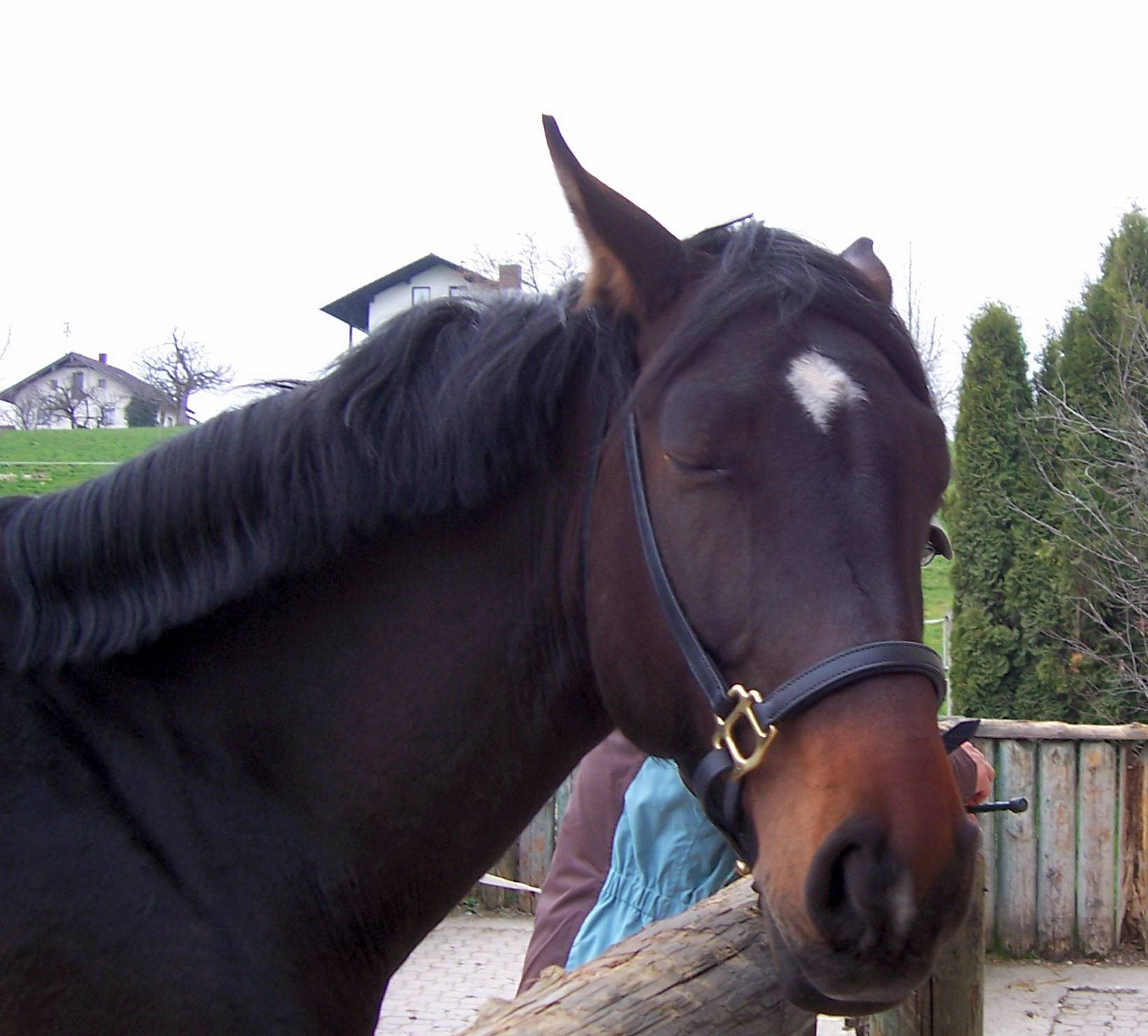
Pferd mit Kupfermaul und Stern

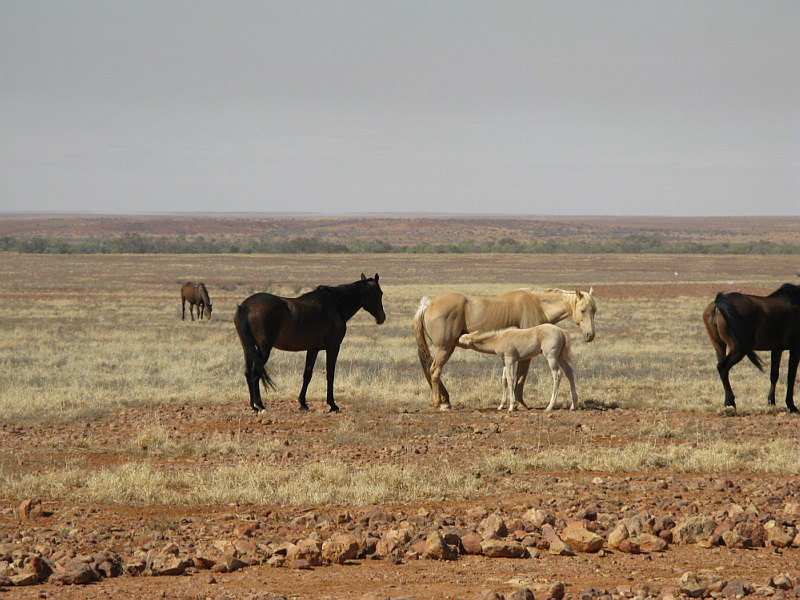
Fohlen können den Erwachsenen schon kurz nach der Geburt folgen (hier saugendes Brumby-Fohlen).

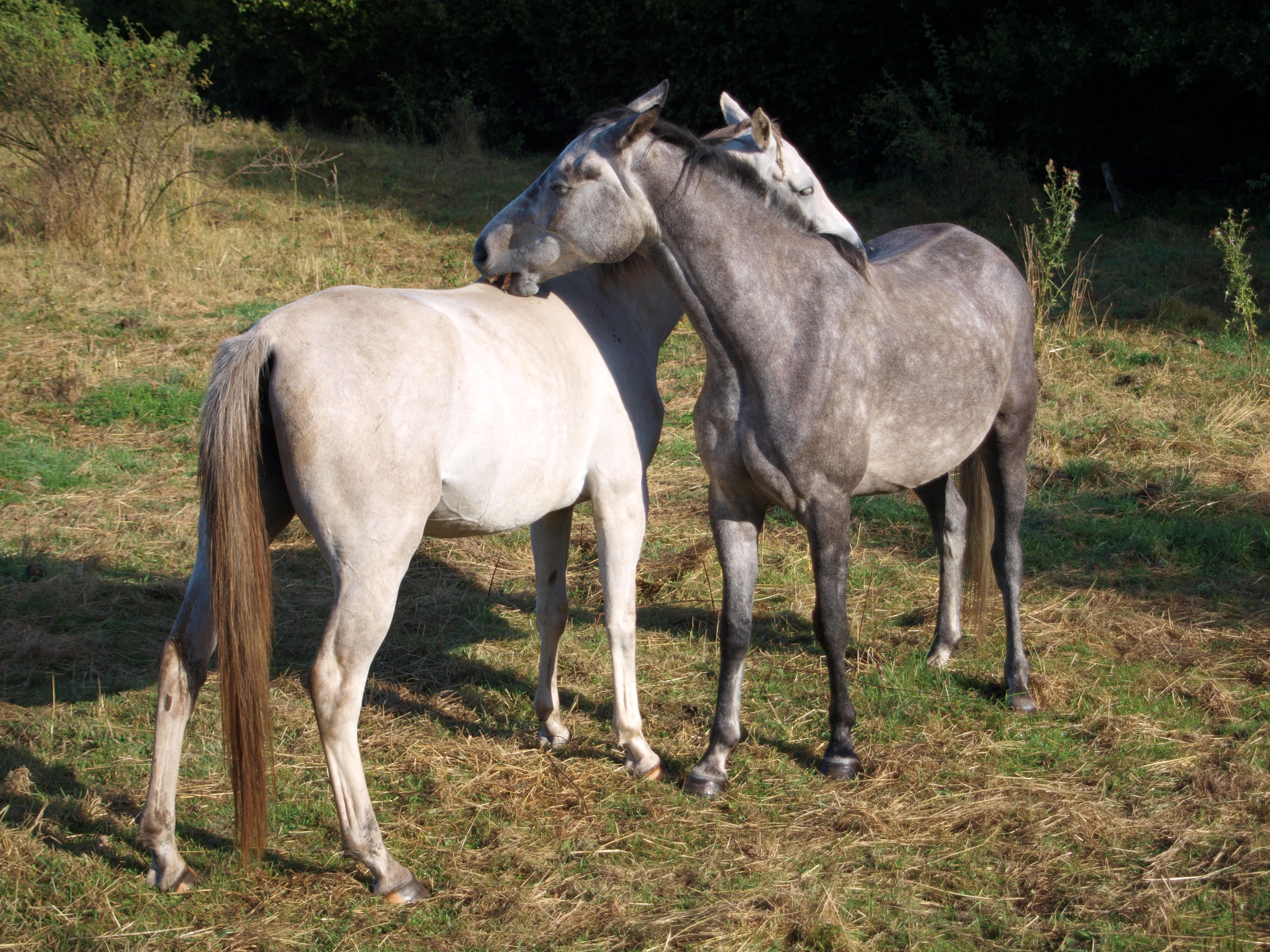
Gegenseitiges Knabbern ist ein freundlich gemeintes Sozialverhalten

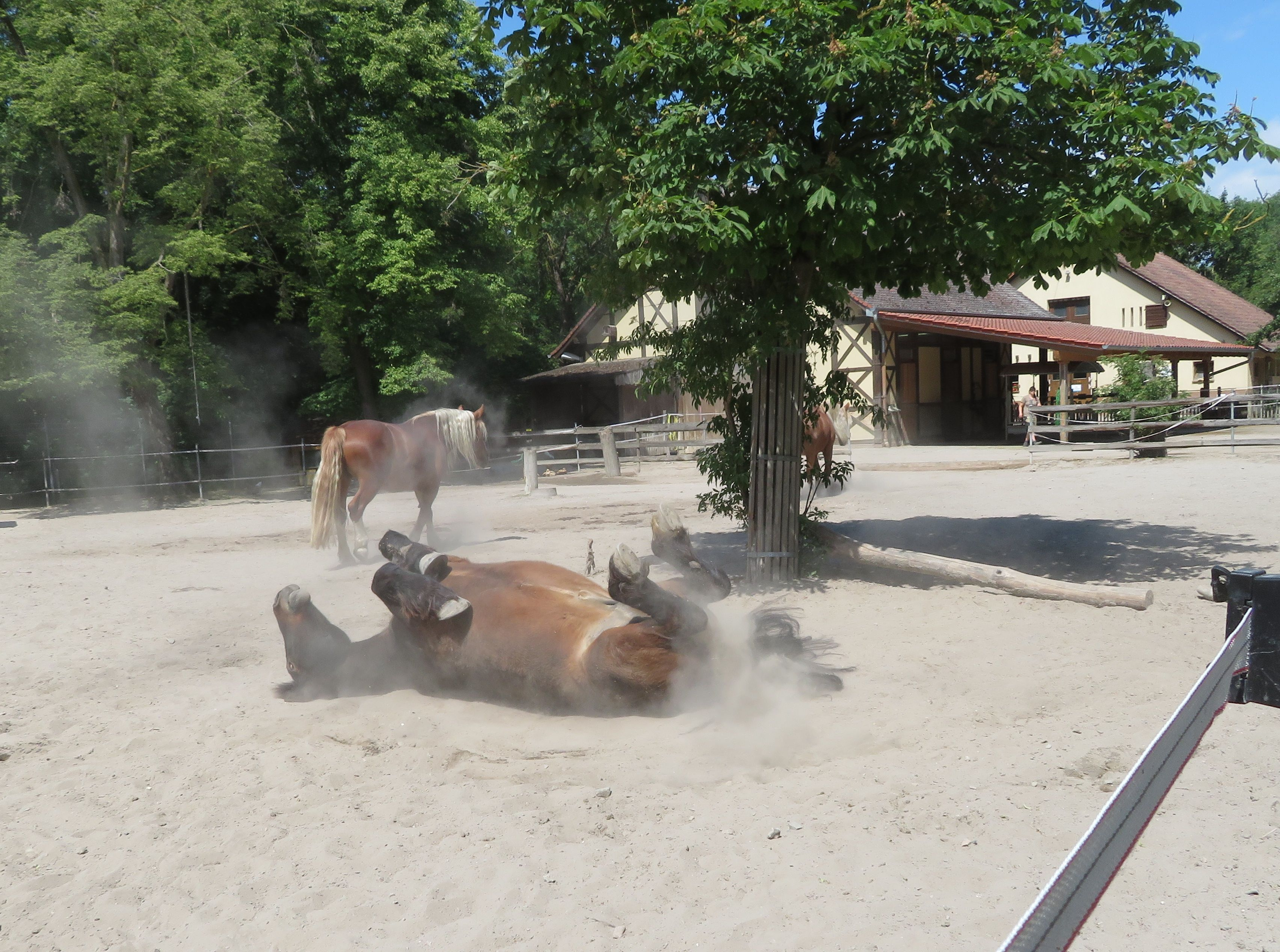
Wälzen ist ein Bedürfnis und ein Zeichen von Wohlbefinden.

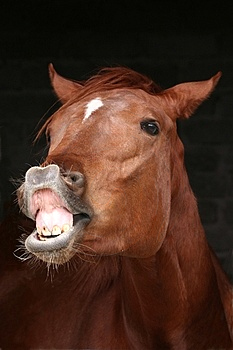
Flehmen

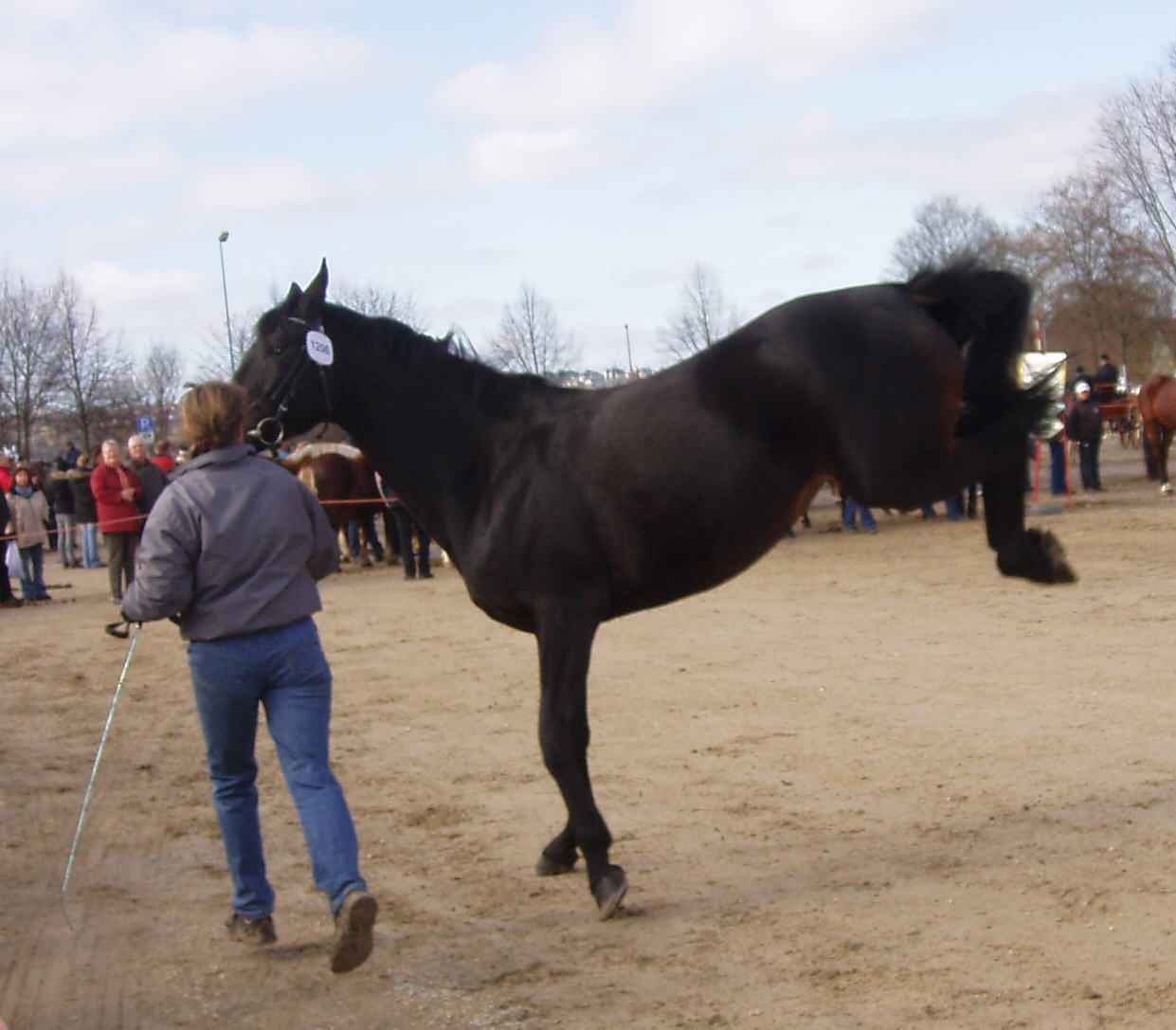
Nach hinten auskeilende Stute

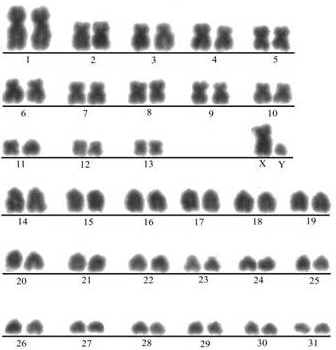
Karyotyp eines männlichen Hauspferds

Das Aussehen des Hauspferdes variiert in seinem Körperbau, der Körpergröße, Fell und Farbe. Je nachdem, zu welchem Zweck Pferde gezüchtet werden, unterteilt man deren Typen in sogenannte Kaltblüter, Warmblüter, Vollblüter, Halbblüter und Ponys. Die Bezeichnungen Kalt-, Warm- und Vollblut richten sich nicht nach der Wärme oder gar Menge des Blutes des Pferdes, sondern benennen das vorwiegende Temperament des jeweiligen Pferdetyps. So reagieren Kaltblüter im Allgemeinen eher ruhig und wenig schreckhaft, während Vollblüter eher als nervös und leicht erregbar gelten.
- Vollblüter basieren auf der Araberzucht und werden meist als Sportpferde eingesetzt. Man unterscheidet Arabisches Vollblut (ox) und Englisches Vollblut (xx). Beide Rassen sind meist sehr sensibel und bis zu 70 km/h schnell (Maximalgeschwindigkeit; die maximale Durchschnittsgeschwindigkeit auf 160 km beträgt etwa 12–20 km/h[2]).
- Kaltblüter sind alle Pferderassen mit einem deutlich kräftigeren Körperbau, aber auch einem sehr viel sanfteren Gemüt. Diese Zuchten stammen häufig aus kälteren Regionen. Aufgrund des ruhigen Temperaments und des kräftigen Körperbaus eignen sich diese Pferderassen besser als andere zum Ziehen schwerer Kutschen und als Rückepferde.
- Warmblüter sind Zuchten, die mit einer Kreuzung von Kalt- und Vollblütern begannen. Bei diesen teils jahrhundertealten Zuchten wird versucht, die Vorteile beider Rassen hervorzuheben; das heißt, die Eleganz und Geschwindigkeit der Araber sowie das ruhige Temperament und die Robustheit der Kaltblüter. Da dies im Laufe der Jahrhunderte immer besser gelang, eignen sich Warmblüter für praktisch alle Aspekte des Pferdesports. Diese Zuchten wurden inzwischen zu eigenen Rassen erklärt.
- Halbblüter nennt man Pferde, die aus einer Kreuzung von Vollblütern mit einer anderen Pferderasse hervorgegangen sind, es muss also ein Elternteil ein Vollblut-Araber sein. Nachkommen zweier Halbblüter erfüllen dieses Kriterium nicht mehr.
- Ponys sind Kleinpferde unter 1,48 m Widerristhöhe (auch Stockmaß) mit meist stämmigem Körperbau, starkem Gebiss und langer Lebenserwartung, die robust gehalten und zum Reiten und Fahren verwendet werden können.

Pferde sind Zehenspitzengänger, die allein auf der dritten, mittleren Zehe laufen. Die restlichen Zehen sind zurückgebildet und am Skelett des Vorderbeins als rudimentäre Griffelbeine erhalten. Weil die Augen seitlich am Kopf liegen, können Pferde fast rundum sehen (350°), haben jedoch ein schlechtes räumliches Sehvermögen. Was sich aber genau vor ihrer Nase oder hinter ihnen befindet, bemerken sie erst, wenn sie den Kopf drehen. Pferde sind zwar nicht farbenblind, können aber nicht alle Farben voneinander unterscheiden. Braun, grün und grau können Pferde nicht auseinanderhalten – Farben wie weiß, rot, gelb und blau sehen sie hingegen besonders gut. Pferde sehen im Dunkeln besser als Menschen, brauchen jedoch länger, um sich auf schnelle Hell-Dunkel-Änderungen einzustellen.
Das Gehör des Pferdes ist sehr fein. Jede Ohrmuschel ist um 180° drehbar, dadurch ist das Pferd imstande, seine Ohren so zu stellen, dass es in alle Richtungen gezielt hören kann.
Weiteres zum Körperbau des Pferdes siehe: Exterieur (Pferd).
Um in ihrem ursprünglichen Lebensraum vor Raubtieren sicher zu sein, entwickelten sich mit der Zeit verschiedene Fellfarben des Pferdes, eine der ersten davon war ein heller Braunton, der falb genannt wird. Typische Vertreter sind etwa die norwegischen Fjordpferde oder Dülmener, die sich außerdem durch einen deutlichen dunklen Aalstrich in der Mähne auszeichnen.
Um ein Pferd äußerlich von anderen unterscheiden zu können, kann man sich die Abzeichen auf seinem Gesicht, seinem Körper und seinen Beinen zunutze machen. Die häufigsten Abzeichen im Gesicht sind: Stern, Schnippe, Flocke und Laterne, wobei man zwischen regelmäßig und unregelmäßig unterscheidet. Die Abzeichen von Stirn bis Maul werden generell als Blesse bezeichnet. Pferde können auch ein Krötenmaul, Kupfermaul, Milchmaul oder Mehlmaul haben, Letzteres ist besonders häufig beim Mongolischen Wildpferd oder beim Exmoor-Pony zu sehen und bei fast allen Eseln.
Selten, je nach Rasse und Zuchtgebiet, kommen auch Aalstriche vor, die sich teilweise in Schweif und Mähne fortsetzen. Bei „urtümlichen“ Rassen können auch Kreuze (Aalstrich und ein Querstreifen über beide Schultern) oder Streifen auf den Beinen vorkommen. Kreuze und Streifen an den Beinen sind bei Pferden eher selten, bei Eseln hingegen recht häufig.
An den Beinen unterscheidet man lediglich die Höhe des Abzeichens, wobei ein „hochweißer Fuß“ das größte und die „weiße Krone“ das kleinste ist. Zur Identifizierung von Sportpferden werden auch Fellwirbel und Kastanien (Hornreste auf der Innenseite der Beine, Reste der fünften Zehe) herangezogen (s. a. Abzeichen). Heutzutage können Turnierpferden Transponder eingesetzt werden, auf denen die persönlichen Daten des Besitzers und die Lebensnummer des Pferdes gespeichert sind.
Das bleibende Gebiss der Pferde hat 36 bis 44 Zähne, das Milchgebiss der Fohlen hat 24 bis 28 Zähne (siehe auch Zahnformel und Zahnaltersschätzung).

### Größe, Alter, Fortpflanzung
Pferde erreichen je nach Rasse zwischen 40 cm (Minipony) und 220 cm (Shire Horse) Schulterhöhe (Widerrist). Pferde mit einer Widerristhöhe bis 148 cm bezeichnet man als Ponys. Alle Pferde, die dieses Maß überschreiten, werden als Großpferde bezeichnet. Das Gewicht der Ponys und Großpferde kann zwischen 90 kg (Falabella) und 1200 kg (Shire) liegen.
Körperlich ausgewachsen sind Pferde mit sieben Jahren. Großpferde können ein Alter von etwa 20 bis 35 Jahren erreichen, Ponys können dagegen in seltenen Fällen bis zu 50 Jahre alt werden. Das höchste je für ein Großpferd belegte Alter beträgt 62 Jahre. Das zu erreichende Lebensalter ist von Rasse, Haltungsbedingungen und Nutzung abhängig.
Stuten werden mit 12 bis 18 Monaten geschlechtsreif, Hengste erreichen die Geschlechtsreife zwischen dem 12. und 20. Lebensmonat. Die Tragezeit beträgt bei allen Pferden rund 330 Tage (11 Monate) mit einer Streuung von 320 bis 355 Tagen. Je früher im Jahr der Geburtstermin liegt, desto länger ist meist die Tragezeit. Der Brunstzyklus (Rosse) beginnt im Frühjahr mit der stärksten Rosse und nimmt dann immer weiter ab. Bedingt durch Wetterverhältnisse und Umgebung kann die Rosse verschieden stark und lang sein. In Stallhaltung und bei intensiver Fütterung können auch im Winter Trächtigkeiten erzeugt werden. Stuten sind nur alle 21 bis 24 Tage rossig. Nach ungefähr 11 Monaten bringt die Stute ihr Fohlen zur Welt, welches direkt danach versucht aufzustehen. Dies ist für ein Fohlen in freier Wildbahn wichtig, da es sonst Fressfeinden zum Opfer fallen würde.

### Verhalten, Zucht und Haltung
Das Pferd ist ein typisches Herdentier und hat deshalb eine ausgeprägte Körpersprache zur Verständigung der Tiere untereinander.
Die beweglichen Ohrmuscheln können in alle Richtungen gestellt werden. Stehend abwechselnd nach vorne und hinten gerichtet, zeigt das Pferd Aufmerksamkeit und Neugierde, auch gegenüber dem Reiter und Kutscher. Werden die Ohren jedoch nach hinten an den Kopf angelegt, ist dies eine Warnung an einen vermeintlichen Aggressor und signalisiert meistens die bevorstehende Abwehr einer empfundenen Bedrohung oder eines Unterwerfungsversuchs mit Hufen oder Zähnen. Hängen die Ohren schlapp zur Seite, so ist dies entweder ein Zeichen für Unwohlsein und/oder Müdigkeit oder ein Ausdruck von Unterwerfung, aber auch Entspannung. Letzteres kann, wenn die Augen dabei halb geschlossen sind, auch ein Zeichen für Zufriedenheit sein.
Die kleinste soziale Einheit ist eine Herde von 3 bis maximal 35 Tieren. Die absolute Obergrenze ist unklar, da bei größeren Herden (20–35 Tiere) oftmals mehrere Hengste vorhanden sind, wobei eine klare Trennung in Untergruppen nicht zu erkennen ist. Innerhalb der Herde herrscht eine klar festgelegte Rangordnung. Bei Änderungen innerhalb der Gruppenstruktur, also z. B. Hinzukommen eines neuen Tieres oder Abgang eines Herdenmitglieds, wird die Rangfolge neuerlich festgelegt. Dies geschieht meist durch Körpersignale wie Drohgebärden, aber auch Bisse und Tritte, wenn erforderlich. Auch das Beobachten von Interaktionen zwischen anderen Herdenmitgliedern kann zu einer Änderung der Rangordnung des beobachtenden Tieres führen. Dass Pferde die Interaktionen ihrer Herdenmitglieder beobachten und ihre Rangposition danach anpassen, konnte 2008 nachgewiesen werden. Die Rangfolge kann außerdem durch heranwachsende Tiere in Frage gestellt werden, die im Laufe ihrer Entwicklung ihre Position in der Herde verändern. Hierbei ist jedoch oft zu beobachten, dass Jungtiere einer in der Rangfolge eher niedrig angesiedelten Stute ebenfalls eine niedrige Rangfolge einnehmen, wohingegen die Jungtiere einer ranghohen Stute auch bessere Aussichten auf eine höhere Rangposition haben.
Herden bestehen aus mehreren Stuten und ihren Fohlen sowie einem Hengst, bei größeren Herden manchmal mehreren Hengsten. 
In der Regel bleiben Stuten in einer Herde zusammen, junge Hengste werden dagegen mit dem Erreichen der Geschlechtsreife vom Alphatier (Leithengst) aus der Herde vertrieben und bilden dann Jungverbände. In diesen messen sie ihre Kräfte gegeneinander, um eines Tages eine eigene Herde zu erobern, indem sie den Leithengst zu einem Kampf herausfordern und besiegen. Vielfach leben ausgewachsene oder ältere Hengste auch als Einzeltiere.
Manchmal lösen sich einzelne oder mehrere Stuten aus einer bestehenden Herde heraus und schließen sich anderen Herden oder einem jüngeren Hengst an und bilden mit ihm eine neue Herde.
Pferde sind Fluchttiere, was sich auch auf ihr Schlafverhalten auswirkt. Esel hingegen haben eine angeborene Flucht- oder Kampfreaktion. Esel leben, im Gegensatz zu Pferden, oftmals alleine mit ihren Fohlen und eine sofortige Flucht ist deshalb nicht immer möglich, ohne das Fohlen zu gefährden.
In der Haltung als Haus- oder Nutztier sind in Zentraleuropa vor allem Stuten und Wallache verbreitet (auf der Iberischen Halbinsel Hengste anstatt Wallache), die sich in den meisten Fällen problemlos in eine mehr oder weniger große Herde einfügen. Hengste gelten wegen ihres Geschlechtstriebs und manchmal auch wegen der damit verbundenen möglichen Aggressivität (Anwesenheit einer rossigen Stute und weiterer Hengste) als schwerer zu halten. Bemerken ein Hengst und eine rossige Stute einander, versuchen beide meist alles, um zueinander zu gelangen – bei unangepasster Einzäunung der Weide oder des Stalls können sich die Tiere dabei Verletzungen zufügen. Hengste werden deshalb meist auf eigenen Weiden oder in abgetrennten Ställen gehalten. Zum Decken treffen sie meist nur kurz eine Stute. Oft wird die künstliche Besamung vorgezogen, um Transport und Krankheitsübertragung zu vermeiden.
Die natürlichste Haltung eines Hengstes ist in einer stabilen StutenHerde (oder einer einzelnen Stute). Das kann nur selten beobachtet werden. Vorteile sind der fast 100%ige Zuchterfolg, ausgeglichene Tiere und Fohlen mit einer guten Sozialisierung.
Die Haltung in Hengstgruppen gelingt nur, wenn genügend Platz vorhanden ist und Stuten nicht in der Nähe sind. Hengste gelten als schwierig, weil sie sehr emotional und sensibel auf ihre Umgebung reagieren. Sie können sehr schnell und heftig agieren. Dies erfordert im Umgang mit ihnen Konzentration, Voraussicht und Verständnis.

### Karyotyp und Genom
Das Pferd enthält in den Zellkernen seine genetische Information in Form von 32 Chromosomenpaaren (davon ein Geschlechtschromosomenpaar). Das Genom eines weiblichen Englischen Vollbluts namens „Twilight“ war 2007 die Grundlage für die erste vollständige Analyse eines Pferdegenoms; es enthält 2.474.929.062 Basenpaare. Eine Schätzung über die Anzahl der Gene ist nicht bekannt.

## Domestizierung und Geschichte

### Abstammung

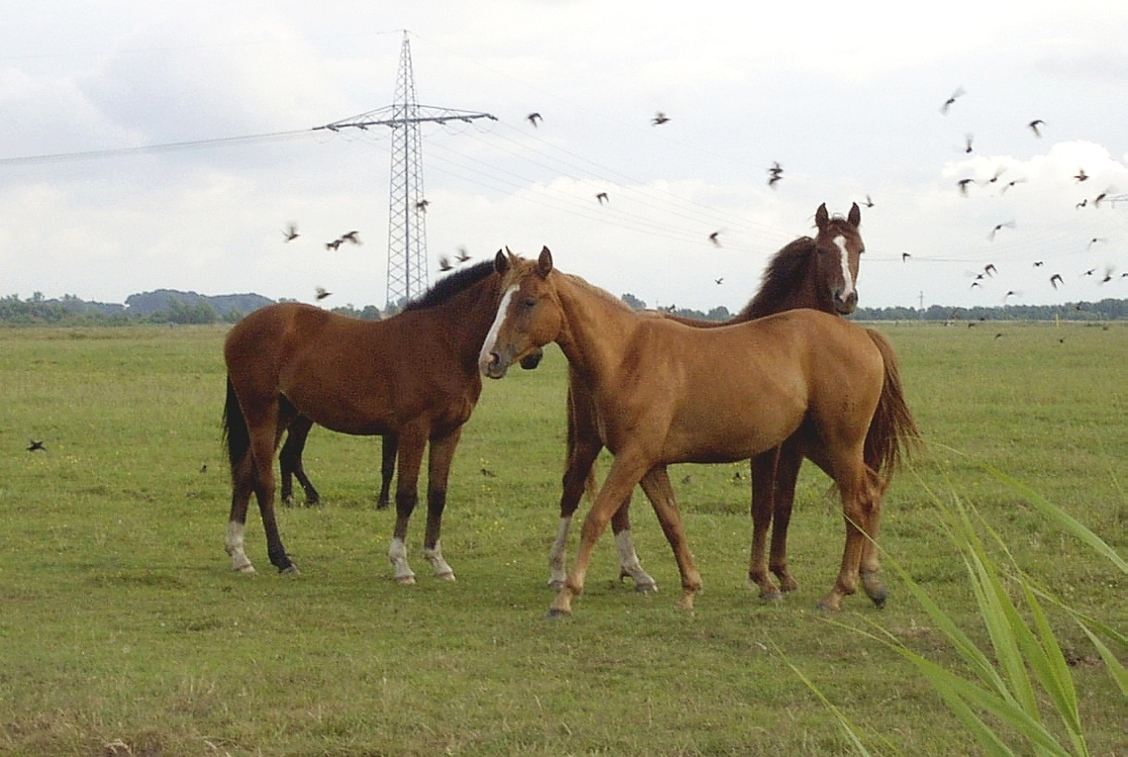
Reitpferde auf einer Weide

Hauptsächlich in Mittel- und Westasien basierten einige der örtlich bestehenden archäologischen Kulturen des Spätneolithikums und der Frühbronzezeit weitgehend auf der Nutzung der Pferde als Rohstoffquelle, nicht nur zu Nahrungszwecken, sondern auch für die Werkzeugherstellung. Zu den bekanntesten Kulturgruppen, die das Pferd nutzten, gehören die Chwalynsk-Kultur in Russland, die Jamnaja-Kultur und die Botai-Kultur in Nord-Kasachstan. Diskutiert wurde lange, ob die genutzten Pferde Wildfänge oder domestizierte Tiere waren. Zumindest die Pferde der sich um 3500 v. Chr. herausformenden Botai-Kultur weisen für Trensen typischen Abnutzungsspuren an den Prämolaren auf, was auch auf eine Verwendung zum Reiten deuten kann, was die Beweglichkeit beim Hüten und Aufenthaltswechsel erheblich erleichtert hätte. Der Ansicht wird teilweise widersprochen. So ergab eine anhand von Pferdefragmenten aus der Botai-Kultur durchgeführte Untersuchung im Jahr 2018, dass diese eventuell früh domestizierten Pferde nicht in der Linie der heutigen Hauspferde stehen und stattdessen die Basis des Przewalski-Pferdes bilden, das lange Zeit als ursprüngliche Wildform des Hauspferdes galt.
Librado et al. (2021) stellten fest, dass alle heutigen Hauspferde auf Mutationen südlich der Unterläufe des Don und der Wolga um etwa 3000 v. Chr. zurückgehen. Dort herrschte um diese Zeit die spätneolithische Jamnaja-Kultur, südlich davon die Maikop-Kultur. Im Laufe der Zeit wurden immer wieder regional Wildformen eingekreuzt. DNA-Analysen an Funden pleistozäner und frühholozäner Wildpferde und an Hauspferden des Neolithikums sowie der Bronze- und Eisenzeit erbrachten eine relativ hohe Farbvielfalt, die sich vermutlich erst in der Domestikation und Zucht herausgebildet hat. Zu einem ähnlichen Ergebnis kam bereits eine Studie aus dem Jahr 2019, die darauf hinwies, dass bei heutigen Hauspferden ein bedeutender Einfluss persischer Tiere besteht, der sich erst im letzten Jahrtausend durch die teils starke islamische Prägung einiger Regionen Europas herausgebildet habe. Außerdem führten moderne Zuchtpraktiken zum Rückgang der Diversität bei den Hauspferden. Mitunter geschah dies aber auch schon in fernerer Vergangenheit, wie dies am Beispiel der „leopardfleckigen“ Pferde (hauptsächlich weiße Tiere mit schwarzen Flecken, Typ Tobiano) gezeigt werden konnte. Diese sind genetisch seit dem ausgehenden Pleistozän bekannt und fanden auch Einzug in den Genpool früher Hauspferdepopulationen seit dem mittleren Neolithikum. In der Folgezeit verschwanden sie aber mehrfach und wurden offensichtlich wieder erneut eingeführt. Ein Grund für das mehrfache Wegzüchten dieses Merkmals könnte darin liegen, dass der Nachwuchs unter Umständen nachtblind ist und dadurch eventuell leichter Raubtieren zum Opfer fällt.

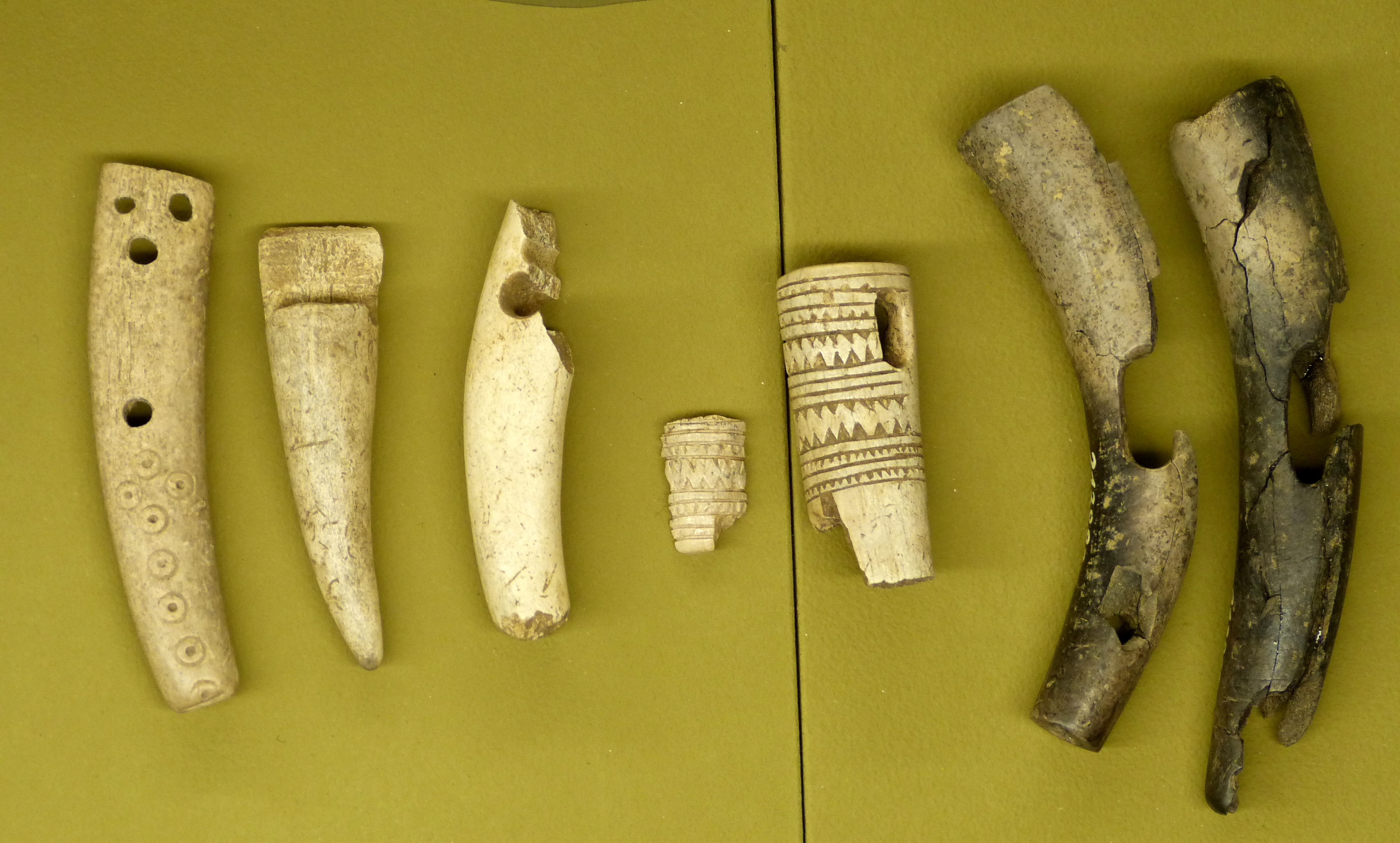
Bronzezeitliche Trensenknebel aus Hirschgeweih als Hinweis auf Hauspferde

Das Hauspferd erschien im westlichen Eurasien wohl schon im Neolithikum. Erste Hinweise für regelmäßiges Reiten fanden sich an rund 5000 Jahre alten menschlichen Knochen, welche der Jamnaja-Kultur Osteuropas zugeordnet wurden. Dazu gehört etwa ein Pferdeschädel, der im trichterbecherzeitlichen Erdwerk von Salzmünde in Sachsen-Anhalt intentionell niedergelegt worden war. Er datiert auf etwa 3400 bis 3100 v. Chr. Weitere sehr frühe Hinweise auf domestizierte Pferde in Mitteleuropa wurden unter anderem aus Vyškov in Südmähren berichtet. Hier lagen in einem Grab mit menschlichem Leichenbrand aus der Zeit der Glockenbecherkultur zwei Pferdeschädel.  Auf eine regelmäßige Verwendung als Reittier weist z. B. das bronzezeitliche Reiterfelsbild von Tegneby in Schweden und Funde von Trensen.

### Geschichte des Hauspferds

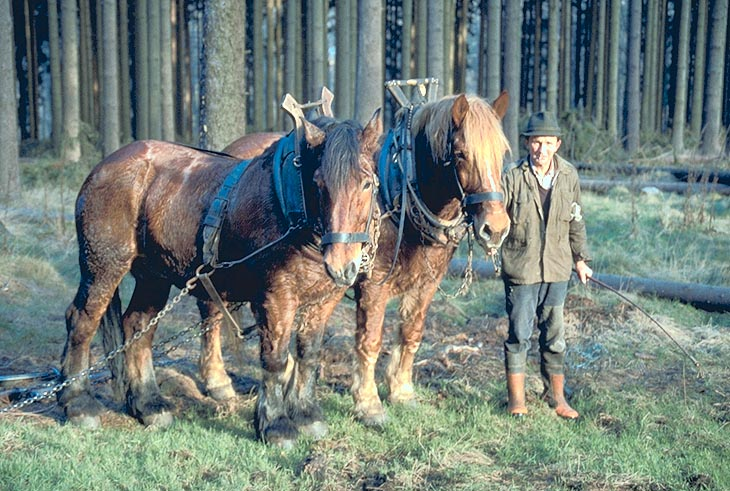
Kaltblüter als Rückepferde zum Holzrücken im Siebengebirge

Die Domestizierung des Pferdes brachte den beteiligten Völkern einen außerordentlichen Vorteil: Weite Strecken waren in viel kürzerer Zeit zu überwinden, was das Aufrechterhalten großer Reiche einfacher machte. Des Weiteren wurden sie, wie vielfach auch heute noch, als Fleischlieferant genutzt und leisteten als wertvoller Helfer in kriegerischen Auseinandersetzungen gute Dienste. Durch das Pferd waren neue Angriffs- und Kriegstechniken möglich.

#### Alter Orient

Assurbanipal als Reiter auf der Jagd (Niniveh, ca. 640 v. Chr.)

Die frühen Großreiche der Assyrer und Hethiter sowie die Hurriter im Mitanni-Staat profitierten von der Nutzbarmachung des Pferdes im Krieg. Pferde kamen hierbei sowohl als Reit- als auch als Zugtiere (z. B. von Streitwagen) zum Einsatz. Ein Handbuch zur Ausbildung von Pferden stammt von Kikkuli. Um das Jahr 1700 v. Chr. drangen die Hyksos wohl aus der südlichen Levante kommend in Ägypten ein. Den Ägyptern waren Pferde bis dahin unbekannt und sie waren den Hyksos im Kampf so weit unterlegen, dass diese Unterägypten erobern konnten.

#### Steppenzone
David Anthony fand Im ukrainischen Derijiwka Pferdezähne mit Abnutzungsspuren, die auf den Gebrauch von Zaumzeug zum Reiten hinwiesen. Er ordnete sie zunächst der Sredny-Stog-Kultur zu (4000 v. Chr.), womit dies als Beleg für die älteste Pferdedomestikation galt. (Lit.: Anthony, 1986, 1991). Doch korrigierte Anthony selbst (2000) die Datierungen des Zahns auf die Zeit zwischen 700 v. Chr. und 200 v. Chr. und damit in die Skythen-Zeit.
Die frühen nomadischen Völker Zentralasiens erfanden im dritten vorchristlichen Jahrtausend den Sattel. Später berichtete der griechische Historiker Strabon über die außerordentlichen Reitkünste der Skythen.

#### Mitteleuropa
Aus Europa sind Pferdereste seit der Altsteinzeit belegt und brechen auch nach der Wiederbewaldung nach der letzten Eiszeit nicht ab. Ab wann das Pferd in Europa domestiziert wurde, ist wegen der schwierigen Unterscheidung zwischen Haus- und Wildtierknochen umstritten.
Das Tonschieferplättchen vom Kapellenberg bei Groitzsch mit altsteinzeitlichen Ritzzeichnungen eines Pferdes aus der Zeit um 12.500–12.000 v. Chr. datiert.
Bei Ergolding, Landkreis Landshut, wurde zusammen mit Keramikresten eine Trense aus Knochen gefunden, die auf 1400 v. Chr. datiert werden konnte, ein ähnliches Objekt stammt aus Füzesabony in Ungarn (1500 v. Chr.). Dieser Fund ist ein Hinweis für die nun kommende Zeit des Pferdes und der Reiter. In der Urnenfelderzeit (ca. 1300/1200–800/750 v. Chr.) finden sich sodann die berühmten Wagengräber, bisher z. B. St. Winghardt, ein Wagengrab der späten Bronzezeit von Poing. Eine Pfeilspitze in einem Pferdewirbel, gefunden in einer Höhle des Blauen Bruches in Kaisersteinbruch im Burgenland, Österreich – ist Beweis für älteste schwere Hauspferde – erzählt von ersten Besiedlungsspuren um 800–700 v. Chr.
Somit lässt sich die Verwendung des Hauspferdes in Süddeutschland in die Urnenfelder- oder Jüngere Bronzezeit datieren.
Aus keltischen Heiligtümern sind Belege für Pferdeopfer bekannt (z. B. Gournay-sur-Aronde, Frankreich).
Bei den Germanen dienten Pferde als Orakel, ein Brauch, der auch von den frühmittelalterlichen Slawen belegt ist (Jaromarsburg). In Tacitus’ Germania (frühestens 98 n. Chr.) ist folgendes über Pferde bei den Germanen vermerkt:

„Und der verbreitete Brauch, Stimme und Flug von Vögeln zu befragen, ist auch hier bekannt; hingegen ist es eine germanische Besonderheit, auch auf Vorzeichen und Hinweise von Pferden zu achten. Auf Kosten der Allgemeinheit hält man in den erwähnten Hainen und Lichtungen Schimmel, die durch keinerlei Dienst für Sterbliche entweiht sind. Man spannt sie vor den heiligen Wagen; der Priester und der König oder das Oberhaupt des Stammes gehen neben ihnen und beobachten ihr Wiehern und Schnauben. Und keinem Zeichen schenkt man mehr Glauben, nicht etwa nur beim Volke: auch bei den Vornehmen, bei den Priestern; sich selbst halten sie nämlich nur für Diener der Götter, die Pferde hingegen für deren Vertraute.“

#### Antike

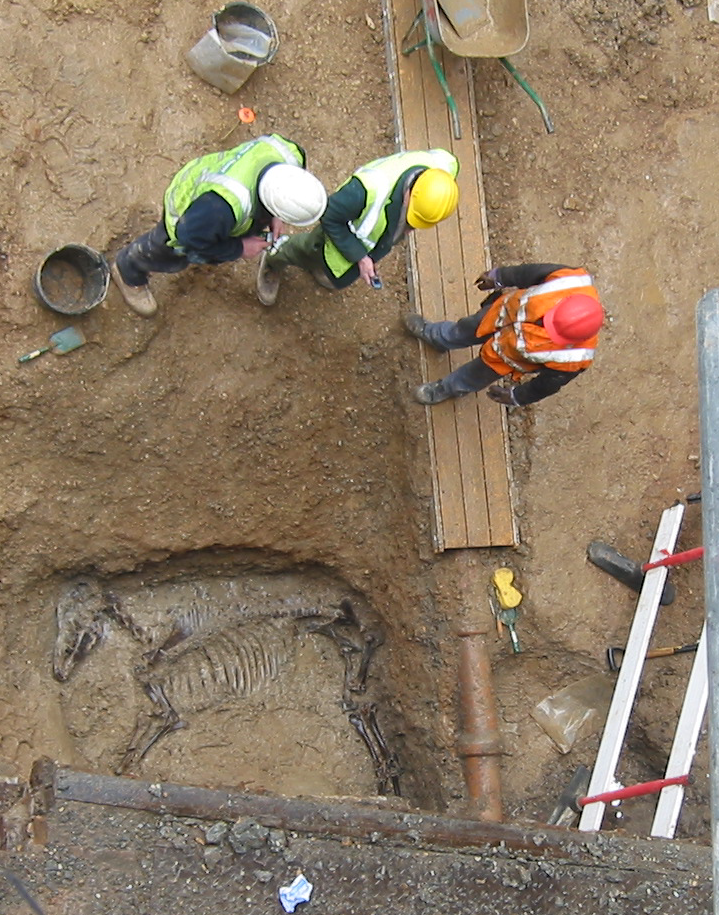
Skelett eines Pferdes in einem römischen Wassergraben, freigelegt bei einer archäologischen Grabung in London

In den Homerischen Epen der Antike ziehen Pferde vor allem Streitwagen, wie dies auch im ägyptischen Neuen Reich und bei den Assyrern und Hethitern üblich gewesen war. Bei der Bestattung des Patroklos (Ilias 23, 163) wurden auch Pferde geopfert:
„...vier halskräftige Rosse warf er stracks auf das Scheitergerüst mit heftigem Stöhnen...“
Das Pferd galt in der griechischen Antike darüber hinaus als symbolisch mit dem Tod verbunden. Auf Heldenabbildungen durchs Fenster schauend dargestellte Pferde deuten den Tod des Helden voraus.
Seit der geometrischen Zeit kommen Streitwagen außer Gebrauch. Kavalleristen auf immer größer gezüchteten Pferden erwiesen sich mit zunehmender Reitkunst als schneller, wendiger und damit effektiver als Kämpfer auf Streitwagen. Bereits in der griechischen Antike hatte die Pferdezucht ein hohes Niveau erreicht, obwohl keine Hinweise auf die Zucht verschiedener Schläge vorliegen. Griechische Reitpferde erreichten eine Schulterhöhe von bis zu 140 cm, in Ausnahmefällen auch bis zu 147 cm. Ähnlich groß waren römische Pferde, sowie germanische Pferde der römischen Kaiserzeit.
Bei den Olympischen Spielen der Antike waren traditionell am zweiten Tag die Disziplinen Wettreiten und Wagenrennen vorgesehen.
Der griechische Historiker Xenophon schrieb im 4. Jahrhundert v. Chr. das Werk Peri hippikes („Über die Reitkunst“), in der er das Wissen über Pferde und Reiten zusammentrug. Die meisten Ratschläge aus diesem Werk haben auch heute noch Gültigkeit.
Das Hufeisen wurde bereits von den Römern verwendet. Der genaue Ursprung dieser Erfindung ist allerdings unbekannt. Dagegen gelang es den Römern nicht, ein für Pferde geeignetes Lastgeschirr zu entwickeln. Geeignete Methoden für den Lasttransport mit Pferdekarren kamen erst sehr viel später auf.

#### Mittelalter

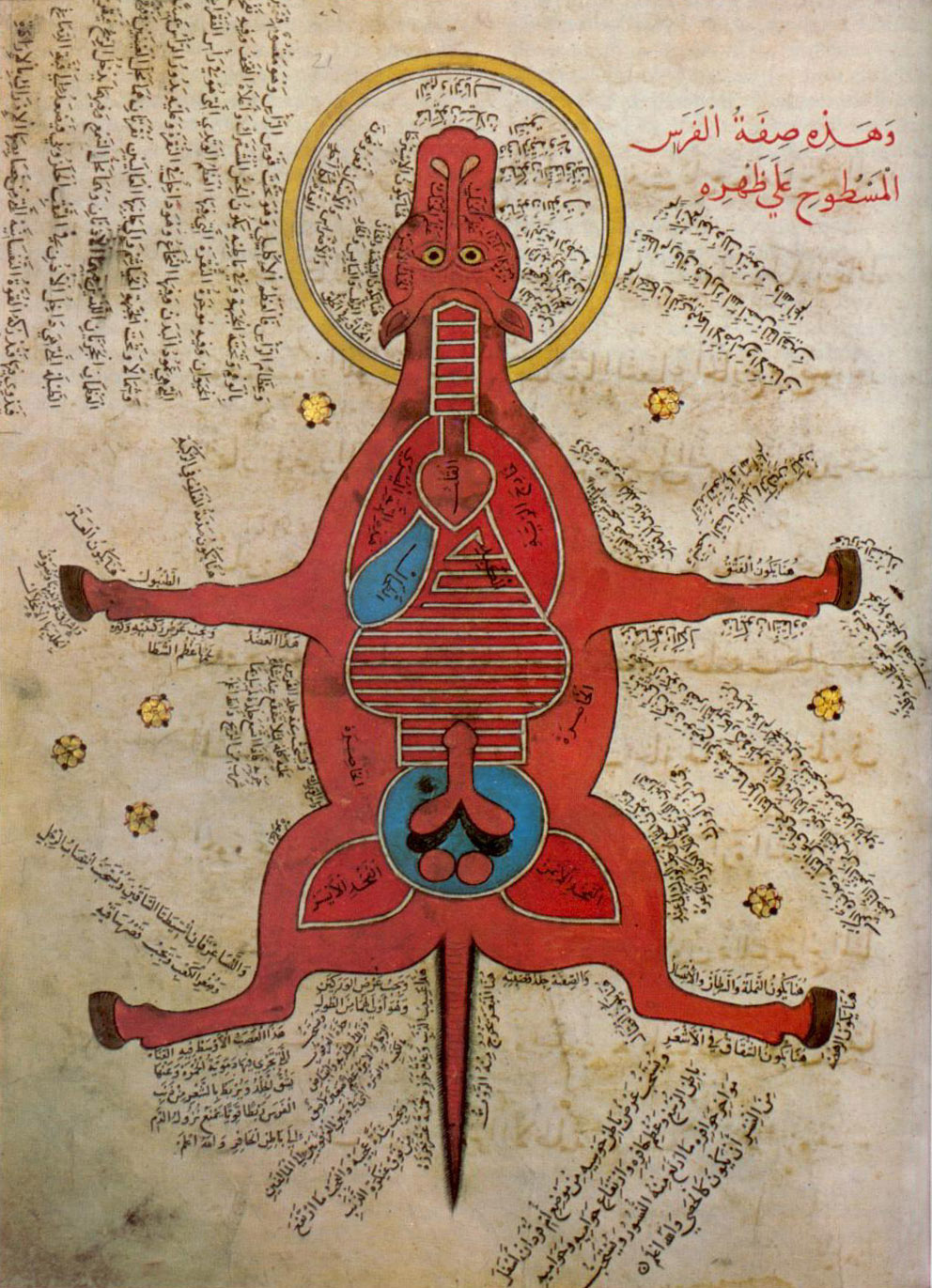
Anatomie eines Pferdes nach einer arabischen Darstellung aus dem 15. Jahrhundert

Am Übergang der Antike ins Mittelalter, also in der Völkerwanderungszeit nahm die Größe der Pferde geringfügig zu. Aus den zahlreichen Pferdegräbern dieser Zeit ergibt sich eine Widerristhöhe von etwa 120 bis 150 cm. Spätestens seit dem 8. Jahrhundert lässt sich eine gezielte Zucht von Streitrossen beziehungsweise Gebrauchspferden, etwa Zeltern nachweisen. Im frühen Mittelalter breitete sich der Steigbügel allmählich in Mitteleuropa aus, der vermutlich von den Awaren eingeführt wurde, aber sich offenbar nur allmählich verbreitete.
Der Einsatz des Pferdes als Arbeitstier wurde erst im 9. Jahrhundert durch die Einführung des Kummets möglich. Das Kummet ist ein gepolsterter Halskragen und wurde in China erfunden. Die bis dahin üblichen Geschirre schnürten den Pferden bei großer Zugkraft die Luft ab und waren nur für leichtlaufende Wagen, nicht aber für schwere Arbeit geeignet. Vorher wurden in der Landwirtschaft vor allem Ochsen eingesetzt, denen das Zuggeschirr an den Hörnern befestigt wurde. Durch das Kummet konnten Pferde zum Beispiel zum Ziehen eines Pfluges eingesetzt werden. Da ihre Arbeitsleistung bedeutend größer als die von Ochsen war, bedeutete dies zusammen mit anderen Neuerungen wie der Dreifelderwirtschaft eine landwirtschaftliche Revolution. Ochsen blieben jedoch vielerorts die vorwiegenden Zugtiere von schwerem Ackergerät. Das zur gleichen Zeit eingeführte Brustblattgeschirr verbesserte die Zugleistung des Pferdes vor einem Wagen.
Gab es im Frühen Mittelalter nur relativ geringe preisliche Unterschiede, waren Reittiere im Hochmittelalter wesentlich teurer als Zugpferde und nahezu ausschließlich dem Adel vorbehalten. Durch den Einsatz von berittenen Kämpfern in Schlachten bildete sich die Schicht der Ritter heraus. Aus dieser zunächst rein militärisch begründeten Tradition des Reitens entstand später die klassische höfische Reitkunst.
Als älteste Pferderasse kann der Araber gelten, der auf der Arabischen Halbinsel gezüchtet wurde. Bereits im 9. Jahrhundert kamen einige dieser wertvollen Tiere nach Europa. In Mitteleuropa begann sich die Pferdezucht verschiedener Rassen erst im späten Mittelalter stärker zu entwickeln. So wurden für die durch ihre Panzerung immer schwerer werdenden Ritter größere, kräftigere und damit auch eher grobknochige Pferde benötigt. Das klassische Ritterpferd des 14. Jahrhunderts ist das Resultat dieser Bestrebungen. Vereinzelte Funde von sehr großen Pferden mit einer Schulterhöhe von 160 cm belegen diese Versuche sehr große Pferde zu züchten. Die spätmittelalterlichen Ritterpferde waren allerdings keine Kaltblutpferde. Diese riesigen Tiere sind eine Züchtung der Neuzeit und erst seit dem 19. Jahrhundert weiter verbreitet.

#### Neue Welt
Die amerikanischen Wildpferde waren zum Ende des Pleistozäns ausgestorben. Die Spanier brachten das Hauspferd nach Amerika. Einige der Pferde entliefen und bildeten Herden frei laufender Mustangs. So begegneten die Indianer erstmals Pferden. Der Kontakt veränderte die Lebensweise mancher Völker radikal. Vor allem die Völker der Prärien Nordamerikas profitierten von der erheblich vergrößerten Mobilität, die Vorteile bei der Nahrungsbeschaffung, beim Umzug des Lagers (Transport) und auf Kriegszügen brachte. Vor allem jedoch ermöglichte das Pferd den Menschen die Besiedlung der trockenen Great Plains, die vorher nur in den Randbereichen genutzt werden konnte.

#### Neuzeit
Aus dem großen, schweren Pferdetypus der mittelalterlichen Ritter gingen nach dem Niedergang der Ritterzeit die heutigen Barockpferde hervor. Seit der Barockzeit waren spanische Pferderassen wie die Andalusier sehr beliebt geworden. Sie waren aus der Veredelung von einheimischen spanischen Pferderassen mit Araberpferden entstanden. Im Jahr 1562 importierte Kaiser Maximilian II solche Pferde nach Österreich. Aus diesen Tieren entstanden später die bekannten Lipizzaner. Nur wenige Jahre später, im Jahr 1572, begann auch die Tradition der Spanischen Hofreitschule in Wien.
Eine ganz andere Art von Pferd ist das englische Vollblut, dessen Zucht in England im 17. Jahrhundert begann, indem importierte orientalische Hengste mit englischen Rennpferden gekreuzt wurden. Ihr Temperament, ihre Ausdauer und Schnelligkeit lässt sie bis heute den prestigeträchtigen Galopprennsport dominieren.
Noch bis ins 19. Jahrhundert bestand ein hoher Bedarf an Pferden, was sich unter anderem auch im Handel zeigte. So exportierte im Jahr 1887 Deutschland 11.428 Pferde im Wert von 657.100 Britischen Pfund nach England, importierte jedoch fast siebenmal so viele Pferde aus England (73.519 Pferde im Wert von 3.002.450 Britischen Pfund). Die Erfindung von Automobil und Traktor machte im Verlauf des 20. Jahrhunderts das Pferd als Transportmittel und als Arbeitstier in den Industrieländern überflüssig.

## Verwendung im Dienst des Menschen

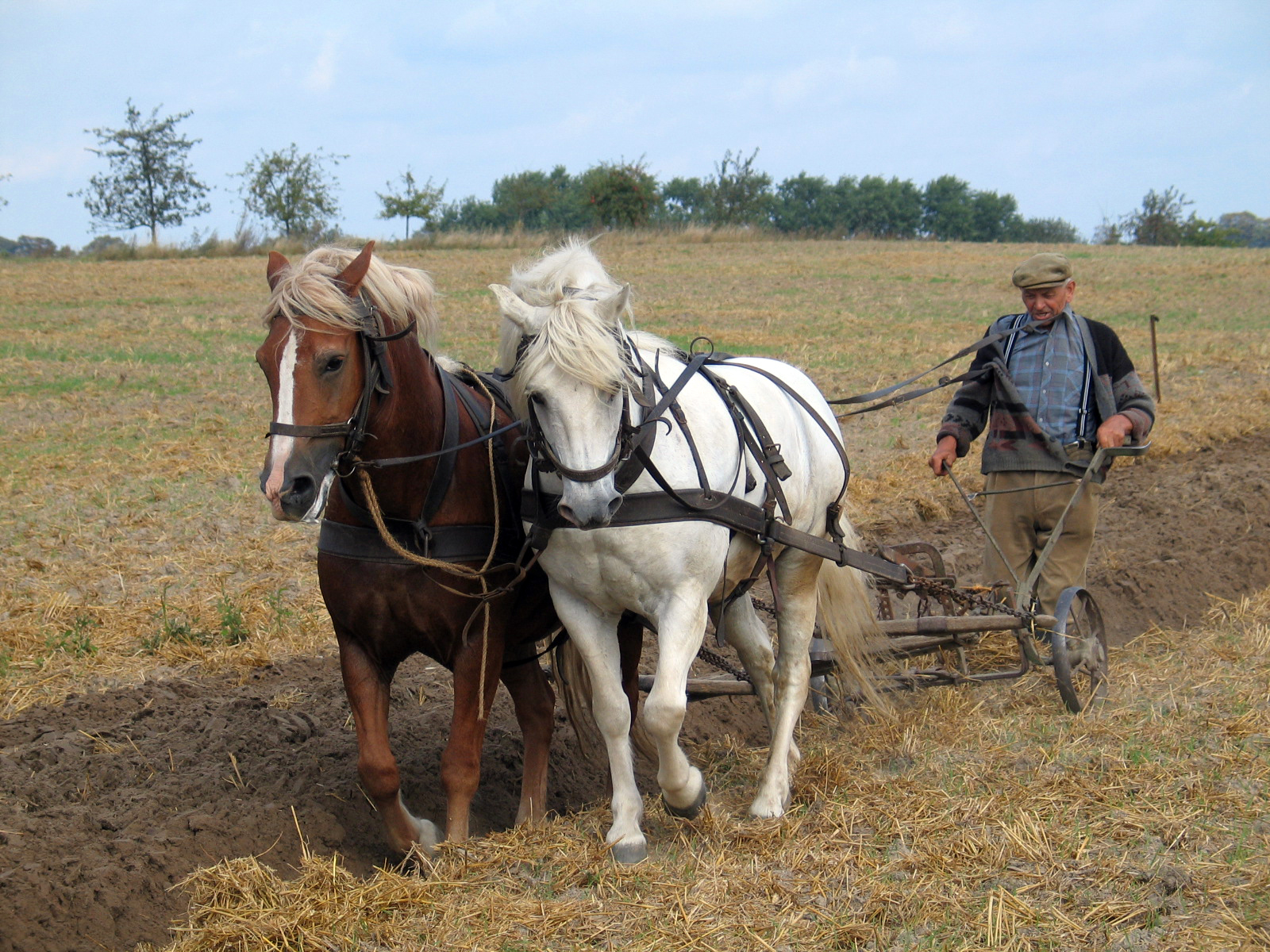
Bauer mit Zweigespann und Einscharpflug

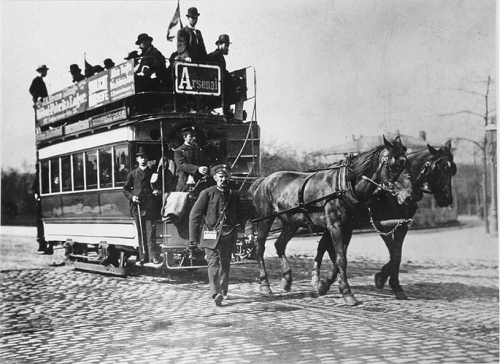
Doppeldeckwagen von Dresdens erster Pferdestraßenbahn Böhmischer Bahnhof–Tannenstraße, eröffnet 1872

Während Vollblüter und die etwas ruhigeren Warmblüter Reittiere sind und auch als Zugtiere vor leichten Kutschen verwendet werden, sind die eher massigen Kaltblüter von langsamerer Gangart und fast ausschließlich Zug- und Arbeitstiere. Letztere wurden in der Vergangenheit zum Ziehen von schweren Fuhrwerken, zum Bestellen von Äckern (Ackergaul), zum Schleppen von gefällten Bäumen (Rückepferd), zum Treideln von Schiffen (Kanalpferd) und ähnlichen Kraftarbeiten eingesetzt. Da moderne Forst- und Ackermaschinen die Pferde aus diesen Bereichen verdrängt haben, sind Kaltblüter heutzutage selten geworden. Mittlerweile werden Pferde zunehmend wieder bei Garten- und Forstarbeiten eingesetzt, da sie den Boden kaum verdichten und im Wald flexibler und bestandsschonender als Maschinen arbeiten.
In den Anfangszeiten des Schienenverkehrs wurden im 19. Jahrhundert häufig Arbeitspferde im öffentlichen Personennahverkehr als Zugtiere für Pferdebahnen als Eisen- oder Straßenbahn eingesetzt, bis sie noch vor dem 20. Jahrhundert durch die Dampflokomotive oder den elektrischen Straßenbahn-Triebwagen verdrängt wurden. In vielen Städten existierende Pferdeomnibus-Linien wurden durch motorbetriebene Omnibusse ersetzt.
Noch in den 1950er und 1960er Jahren wurden Ponys als Grubenpferde eingesetzt, die unter härtesten Arbeitsbedingungen unter Tage die Förderwagen zwischen Stollen und Förderkörben transportierten.
Die meisten Pferde werden heute als Sport- und Freizeitpferde gehalten. Als Freizeitpferde werden häufig auch größere Ponys wie Haflinger, Norweger oder Tinker gehalten, die sich vor allem durch Leichtfuttrigkeit („gute Futterverwerter“) und Anspruchslosigkeit auszeichnen. Als Gebrauchspferd dient heute noch das Polizeipferd, das meistens aus der Sparte der größeren Rassen, wie beispielsweise der Hannoveraner oder der Westfalen kommt.
Bei der deutschen Bundeswehr (Kompanie in Einsatz- und Ausbildungszentrum für Gebirgstragtierwesen 230 der Gebirgsjägerbrigade 23 in Bad Reichenhall) und im Österreichischen Bundesheer (Tragtierkompanie der 6. Jägerbrigade in Hochfilzen) werden noch Haflinger und Maultiere als Tragtiere gehalten und ausgebildet. Die Schweizer Armee verwendet auch in der reformierten „Armee XXI“ in ihren Train-Kolonnen noch Freiberger Pferde, Schweizer Warmblutpferde (als Offizierspferde) und Maultiere. Die Ausbildung erfolgt im „Kompetenzzentrum Veterinärdienst und Armeetiere“ in Urtenen-Schönbühl.
Einige Länder mit schwer zu überwachenden Grenzen setzen vereinzelt berittene Patrouillen ein (z. B. Schweiz). Eher selten sind Sanitätspferde in Sanitätsreiterstaffeln.
In Deutschland wurden 2006 etwa eine Million Pferde gehalten. In der Schweiz gehörten per 2018 gemäß Bundesamt für Statistik 79.934 Tiere der Pferdegattung zum Nutztierbestand der Landwirtschaftsbetriebe (1985: 37.354; 1996: 51.485; 2010: 82.520).

### Fütterung

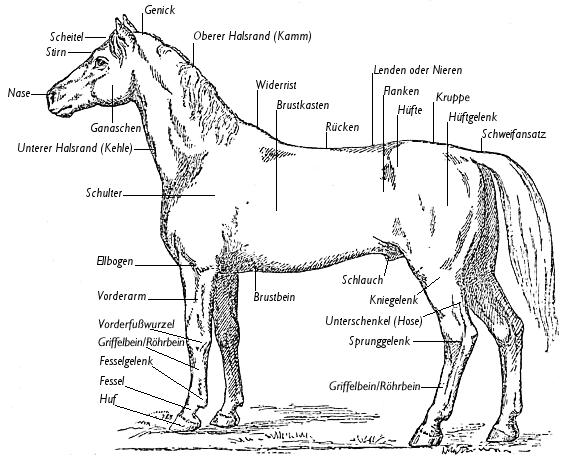
Anatomie eines Hengstes

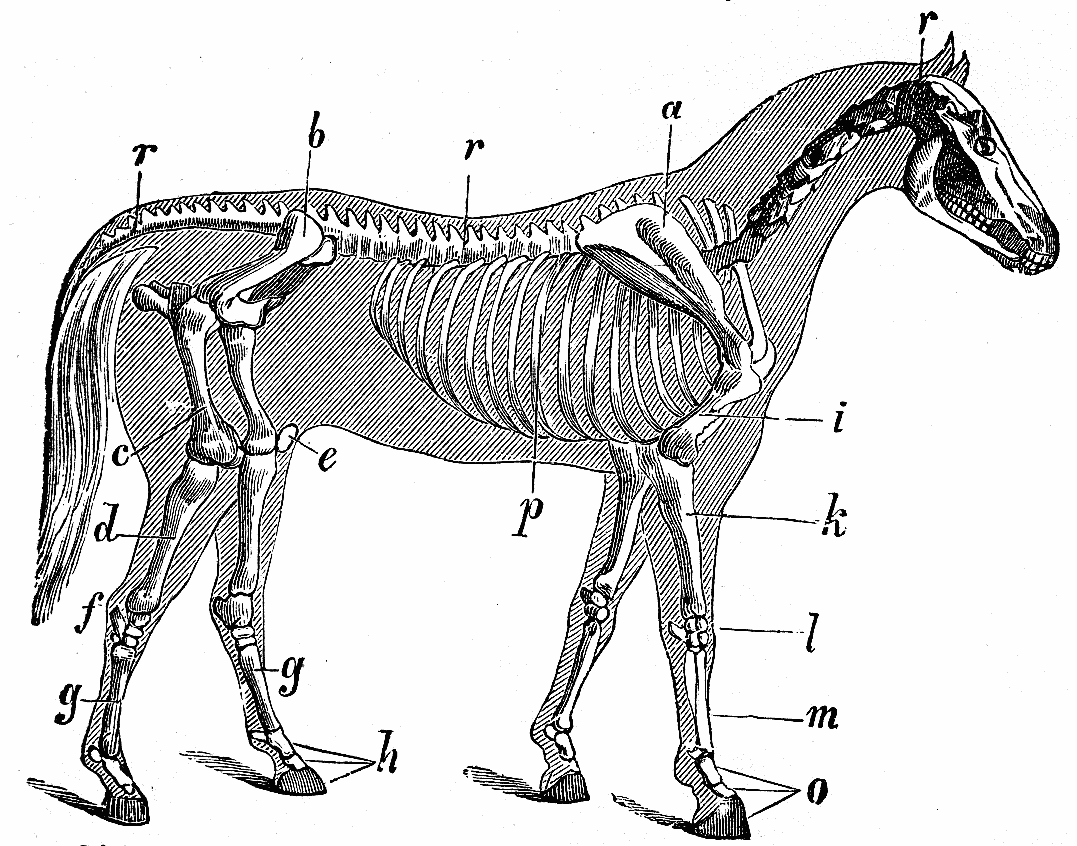
Skelett eines Pferdes mit Umriss. a: Schulterblatt b: Becken c: Oberschenkel d: Unterschenkel e: Knie f: Ferse g: Mittelfuß h: Zehe i: Oberarm k: Unterarm l: Handgelenk m: Mittelhand o: Zehe p: Rippen r: Wirbelsäule

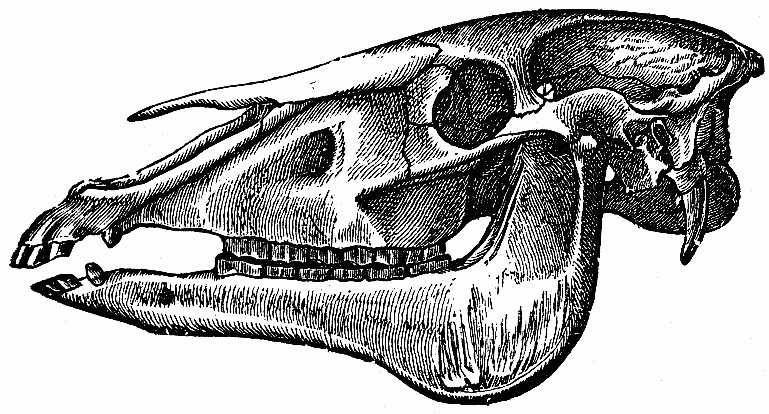
Schädel eines Pferdes

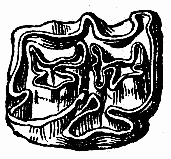
Kaufläche des Backenzahns eines Hauspferdes

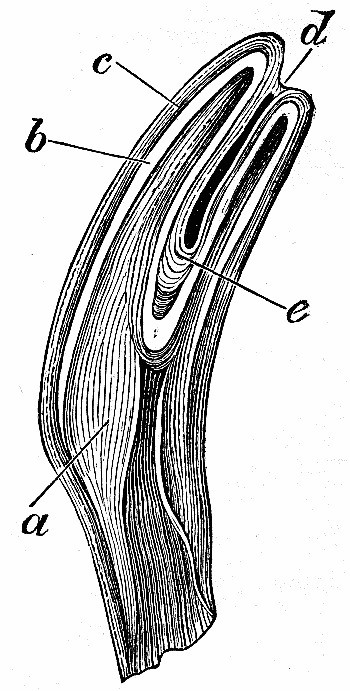
Vorderzahn eines Pferdes. a: Knochensubstanz, b: Zahnbein, c: Schmelz d: Kunde

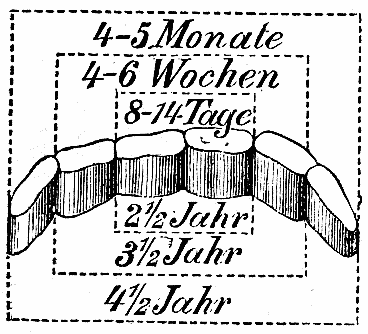
Vorderzähne eines Pferdes. Oben die Zeit des Hervorbrechens: 4–5 Monate, 4–6 Wochen und 8–14 Tage. Unten die Zeit des Zahnwechsels: 2 ½ Jahre, 3 ½ Jahre und 4 ½ Jahre

Traditionelle Futtermittel sind neben dem Weidegang Heu, Stroh sowie Hafer und Fertigfuttermittel mit einem Eiweiß-Stärkewertverhältnis von 1:8–10 in der täglichen Futterration. Der Grundfutterbedarf wird bei einem Warmblutpferd mittlerer Größe mit 6 kg Heu pro Tag gedeckt. Pro Stunde Arbeit wird ein Zusatz von ca. 1 kg Kraftfutter bis maximal 5 kg pro Tag (meist in Form von Hafer) empfohlen. Darüber hinaus sind bei der Pferdefütterung die individuellen Bedürfnisse eines jeden Tieres zu berücksichtigen. So haben Fohlen und Jungpferde sowie tragende und säugende Stuten einen deutlich erhöhten Eiweißbedarf, bei Sportpferden sollte hingegen auf den Einsatz von besonders energiereichen Futtermitteln geachtet werden und bei älteren Pferden muss auf die geringere Futterverwertbarkeit Rücksicht genommen werden. Besondere Aufmerksamkeit verdient auch die Mineralstoffversorgung, da es hier oft zu Mangelerscheinungen kommt. Um dem Pferd die Möglichkeit zu bieten, seinen Mineralhaushalt selber zu regulieren, kann man Lecksteine vorzugsweise in den Futtertrog legen. Ein Salzleckstein (Kochsalz, chemisch Natriumchlorid) ist unverzichtbar. Minerallecksteine, die zusätzlich Spurenelemente enthalten, werden nicht von allen Pferden akzeptiert.
Pferde benötigen genügend Raufutter (Heu und Stroh). Das Raufutter spielt bei der Intakthaltung der Bakterien-Besiedlung im Darmtrakt des Pferdes eine wichtige Rolle. Zudem dient es beim Kauen der Zahnpflege und beugt der Zahnhakenbildung vor. Die Deckung des Energiebedarfs durch hauptsächliche Haferfütterung ist gesundheitsschädlich. Viele Fertigfuttermittel bestehen zum größten Teil aus gepresstem Heu. In diesem Fall ist erwiesen, dass die Tiere pro Zeiteinheit das Mehrfache an Heu zu sich nehmen wie bei Heufütterung und infolgedessen entweder eine Überfütterung erleiden oder (bei korrekter Menge) die meiste Zeit unbeschäftigt und gelangweilt herumstehen müssen.
Pferde benötigen mindestens täglich Wasser. Die Menge hängt in hohem Maß von Witterung, Fütterung und Gewicht ab und kann bis zu 60 Liter am Tag betragen, bei reiner Grünfütterung aber auch nur ein bis zwei Liter am Tag bei ca. 500 kg Körpergewicht betragen. Mangelnde Wasserversorgung kann zu schweren Verdauungsstörungen bis zu lebensgefährlichen Koliken führen. Zur Wasserversorgung kann eine Selbsttränke dienen, bei der das Pferd durch Druck auf eine Metallzunge das Tränkebecken selbst befüllt. Die Funktion ist gegeben, wenn im Becken ein Rest Wasser steht – das sollte kontrolliert werden.
Das Futter muss für Mäuse unzugänglich gelagert werden. Heu muss trocken eingebracht und gelagert werden, sonst besteht die Gefahr der Selbstentzündung oder auch von Fäulnis und Schimmelbildung, verbunden mit der Bildung toxischer Substanzen, die zu Husten, Kotwasser, Koliken oder sogar Abort führen können. Zur Messung der Restfeuchte (idealerweise 15 bis 20 %) und der Temperatur (unter 50 °C) im Inneren der Ballen oder Haufen gibt es daher spezielle Messgeräte.
Für Pferde giftige Pflanzen, unter anderem Efeu, Greiskräuter, Hahnenfußgewächse, Farn, Bergahorn, Eisenhut, Eibe, Fingerhut, Jakobskreuzkraut, Johanniskraut, Robinie, Lebensbaum Seidelbast, Tollkirsche, Lupine werden wenn überhaupt nur gefressen, wenn keine ausreichende Versorgung besteht oder die Pferde nicht gelernt haben, die Pflanzen zu meiden. Auch im Heu können viele dieser Pflanzengifte erhalten bleiben und können dann vom Pferd nicht erkannt werden. Insbesondere dadurch kommt es zu schweren Krankheitsfällen.
Gemähtes Grünfutter oder gar Häcksel wird oft wesentlich kritikloser gefressen als Gras, Kräuter oder Sträucher auf der Weide, wo die Tiere besser wählen können, was genießbar ist. Hier sortieren sie sogar versehentlich abgerupfte, ungenießbare Pflanzen ohne Unterbrechung des Grasens und Kauens aus.
Am Anfang und Ende der Weidesaison wird zur Vorbeugung von Verdauungsstörungen und Koliken allmählich umgestellt, d. h. anfangs nur kurzer, im Verlauf von zwei bis drei Wochen erweiterter Weideaufenthalt (sonst droht Durchfall) und im Herbst langsam erhöhte Zufütterung von Heu (Verstopfungsgefahr). Auch Fallobst kann problematisch sein, wenn z. B. witterungsbedingt der Weidegang unterbrochen wurde und sich dadurch ungewohnt große Mengen an herumliegendem Obst angesammelt haben.

### Leistungsvermögen des Hauspferdes
Die Pferdestärke (PS) als Maß für die Leistung geht auf James Watt (1736–1819) zurück, der mit dieser Leistungsangabe seiner Dampfmaschinen deren Überlegenheit gegenüber dem Antrieb durch Pferde vermitteln wollte.
1 PS ist nach DIN 66036 als die Leistung definiert, die erbracht werden muss, um einen Körper der Masse m = 75 kg entgegen dem Schwerkraftfeld der Erde (bei Erdbeschleunigung 9,80665 m/s²) mit einer Geschwindigkeit von 1 m/s zu bewegen.
Die Leistung eines Pferdes kann je nach Rasse, Trainingszustand oder augenblicklicher Anstrengung erheblich von diesem Maß abweichen.
Die normale Dauernutzleistung im Schritt soll entsprechend einer Untersuchung von Johannes Flade bei einem Kaltblüter von 750 kg Lebendgewicht 1,2 PS, einem 600 kg schweren Warmblut 1,1 PS und einem 200 kg wiegenden Shetlandpony 0,4 PS betragen.
Nach Gustav Fischer (Landmaschinenkunde 1928) können schwere Pferde wie Belgier / Rheinländer mit 700–800 kg Lebendgewicht bei langsamer Schrittgeschwindigkeit von 1 m/s eine Dauerzugkraft von 100 kg, leichtere Lastpferde aus Holstein oder Oldenburg mit Lebendgewichten von 600–650 kg mit Geschwindigkeiten von 1–1,2 m/s eine Dauerzugkraft von 75–80 kg erbringen.
Dass Kaltblutpferde kurzfristig nahezu 30 PS und Warmblutpferde beim Galopp oder beim Springreiten kurzfristig über 20 PS leisten können, wurde in zahlreichen Leistungsprüfungen durch die Zuchtverbände der Pferderassen festgestellt.
Bei den schwierigsten Springturnieren überspringen die Pferde mit Reiter Hindernisse mit bis zu 1,6 m Höhe.
Je nach Dauer und Art der Belastung des Pferdes kann es zu frühzeitigen Erkrankungen kommen. Genannt seien zu harte, zu frühe oder einseitige Belastung, aber auch fehlerhafter Hufbeschlag.

### Fleisch-, Milch- und Lederlieferant
Vor der Domestikation des Pferdes wurden die Tiere als Fleischlieferanten gejagt. Auch im Krieg war Pferdefleisch oft Nahrungsbestandteil. So erhielten z. B. deutsche Soldaten der in der Schlacht von Stalingrad (1942/1943) eingekesselten 6. Armee anfangs noch als Tagesration 200 g Brot, 120 g Frischfleisch oder 200 g Pferdefleisch, 50 g Käse oder 75 g Frischwurst, 30 g Butter, Margarine oder Schmalz bzw. 120 g Marmelade, 3 Portionen Getränke und 3 Zigaretten, 1 Zigarre oder 25 g Tabak.
Im Deutschland sank die Produktion von Pferdefleisch von etwa 4500 Tonnen im Jahre 1993 auf etwa 914 Tonnen im Jahre 2021.
Eine regionale Spezialität, die ursprünglich aus Pferdefleisch hergestellt wird (heute oft ersatzweise Rindfleisch), ist der Rheinische Sauerbraten. Durch Einlegen des Fleisches für mehrere Tage in eine Beize verliert es seinen strengen Geschmack.
Die Bedeutung des Pferdes als Fleischlieferant innerhalb der EU ist noch immer hoch. Die Medikation eines Pferdes ist nur dann uneingeschränkt möglich, wenn der Besitzer einen Pferdepass hat, in welchem er erklärt, dass das Tier nicht zur Fleischverwertung kommen wird. Dieser Status ist unumkehrbar. Für Pferde, die als Schlachttiere eingetragen sind (der Status bei Ausstellung des Pferdepasses) gilt: Jede medikamentöse Behandlung muss dann im Equidenpass eingetragen werden. Es dürfen nur Medikamente verwendet werden, die für Schlachtpferde zugelassen sind. Falls das Pferd doch geschlachtet werden soll, ist ein Mindestzeitabstand einzuhalten. Im Rheinland und in Ostdeutschland gibt es heute noch etwa 100 Pferdemetzger.
Die jüdische Religion verbietet den Konsum von Pferdefleisch. Ein solches ausdrückliches Verbot existiert zwar im Islam und im Christentum nicht, in beiden Kulturkreisen wurde das Essen von Pferdefleisch aber missbilligt. Von Papst Gregor III. ist überliefert, dass er 732 das Essen von Pferden als heidnische Abscheulichkeit verurteilte, die es auszumerzen gelte.
Stutenmilch dient vornehmlich den Fohlen in den ersten Lebensmonaten als natürliche Nahrung. Sie ist in der Zusammensetzung der menschlichen Milch sehr ähnlich und findet deshalb als Muttermilchersatz bei neugeborenen Säuglingen Verwendung. Darüber hinaus wird sie bei Heilbehandlungen und als Inhaltsstoff in Kosmetika verwendet. Stutenmilch ist auch die Grundlage zur Herstellung von Kumys. Auch andere Bestandteile des Pferdes wurden früher als Arzneimittel eingesetzt.
Die sogenannten Rosshäute werden großenteils der Lederverarbeitung zugeführt, so etwa der Schuhindustrie (siehe Cordovan). Fohlenfelle wurden, insbesondere im 20. Jahrhundert, zu Pelzbekleidung verarbeitet.
Vor Entwicklung humaner Antiseren galt für die ausschließlich verfügbaren tierischen Seren die Reihenfolge Pferd, Rind, Hammel. Dadurch sollte eine Sensibilisierung durch artfremdes Eiweiß umgangen werden. Diese Empfehlung galt bis zum letzten Drittel des 20. Jahrhunderts.
Ferner hat die Gewinnung des Urins trächtiger Stuten bzw. die PMU-Produktion zum Zwecke der Erzeugung von Östrogenen für die Hormonersatztherapie und die Serumproduktion eine wirtschaftliche Bedeutung. In jüngster Zeit trifft dies auf die Gewinnung des Sexualhormons PMSG aus dem Blut trächtiger Stuten zu, das anderen Nutztieren (insbesondere Schweinen) zur Steigerung und Synchronisierung von Fruchtbarkeit und Fleischzuwachs verabreicht wird. Die Praxis der Blutfarmen wird von Tierschützern wie Ärzte gegen Tierversuche e. V. und der Animal Welfare Foundation kritisiert. Europäische Betriebe beziehen das Hormon vor allem aus Island.

### Armeen

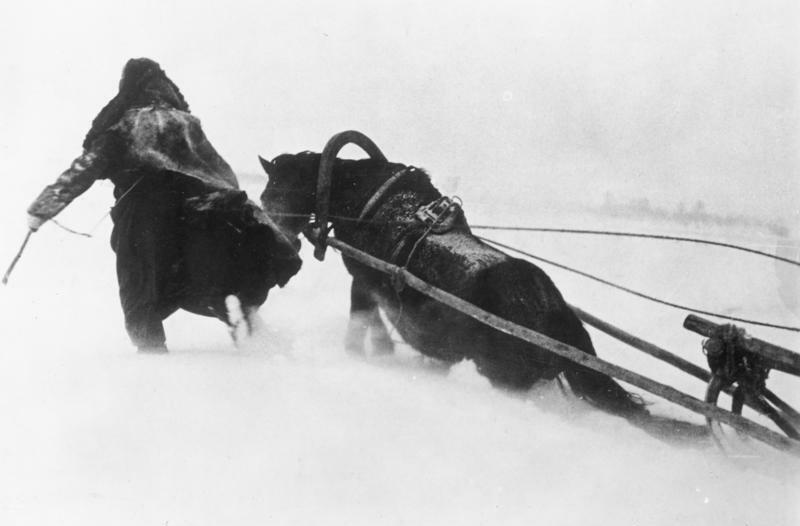
Pferdeschlitten im Schnee bei Minsk in Weißrussland (Aufnahme eines deutschen Kriegsberichters, Januar 1942)

Ohne Pferde kam keine Armee aus. Der Zweite Weltkrieg war der „größte Pferdekrieg der Geschichte“. Die Pferdeausfuhr galt im 19. und frühen 20. Jahrhundert als Waffenexport und wurde vielfach eingeschränkt.

## Bezeichnungen, Rassen, Fellfarben, Abzeichen
Männliche Pferde heißen Hengst oder Wallach, wenn sie kastriert (gelegt) sind. Weibliche Pferde werden Stuten genannt. Fohlen sind Jungtiere. Einjährige Pferde werden Jährling genannt. Ein Pferd gilt mit vier Jahren als erwachsen, kann aber bis zum Alter von sechs Jahren weiter auswachsen.

### Pferderassen
Die Pferderassen lassen sich nach der Größe einteilen in Ponys, Kleinpferde und Großpferde.

### Fellfarben
Die Grundfarben sind Rappe, Brauner und Fuchs. Die Grundfarben können durch Farbgene aufgehellt werden, beispielsweise zu Falbe, Schecke und Schimmel.

### Abzeichen
Weißen Fellzeichnungen werden Abzeichen genannt. Sie dienen neben und Fellwirbeln, Brandzeichen und Farbe zur Identifizierung. Typische Stellen für Abzeichen sind an den Beinen oder am Kopf. Dabei wird zwischen echten und unechten Abzeichen unterschieden. Echte Abzeichen sind schon das ganze Leben vorhanden (z. B. Blesse). Unechte Abzeichen kommen erst im Laufe des Lebens dazu, z. B. weiß nachgewachsenes Haar an Stellen, an denen das Haar abgescheuert wurde.

### Fachsprachliche, veraltete, umgangssprachliche und mundartliche Bezeichnungen
- Beschäler (Landbeschäler, Hauptbeschäler) ist die fachsprachliche Bezeichnung für einen Zuchthengst.
- Enter ist im norddeutschen Raum ein Jährling (einjähriges Jungtier).
- Füllen ist eine landschaftliche Bezeichnung des Fohlens, früher bis zum Vierjährigen verwendet.
- Ganzer (veraltet) ist ein nicht kastrierter Hengst.
- Gaul ist im südfränkischen Dialektgebiet die gebräuchliche Bezeichnung für Pferd. Der Ackergaul ist ein mittleres bis schweres Pferd im landwirtschaftlichen Einsatz.[57]
- Gurre oder Gorre ist eine alte Stute oder ein schlechtes Pferd. Die Redewendung Gaul um Gurre bedeutet „Gleiches mit Gleichem“;
- Heiler oder Heilpferd (veraltet) ist ein junger Wallach.
- Hutsch ist ein westmitteldeutsch-alemannischer Dialektausdruck für Fohlen.
- Kaltblüter ist ein schwer gebautes Arbeitspferd für den schweren Zug.
- Klepper bezeichnet umgangssprachlich ein unterernährtes oder altersschwaches Hauspferd.
- Kracke ist norddeutsch ein altes schlechtes Pferd.
- Leichtes Pferd war eine Bezeichnung für reine Reitpferde zur Abgrenzung von Arbeitspferden.
- Mähre ist in oberdeutschen Dialekten ein Synonym für Stute und Pferd.
- Mönch ist eine Bezeichnung für einen Wallach.
- Pag(h)e ist ein niederdeutsches Wort für das Pferd, lokal auch für Hengst und/oder für Wallach. Dazu gehört der Familienname Pagenstecher, dessen etymologische Bedeutung allerdings unklar ist.
- Pony ist ein kleines Pferd.
- Reisiges Pferd ist ein Reitpferd.
- Renner ist ein schnelles, gutes Reitpferd.
- Rosinante, das alte Pferd von Don Quichotte, ist zum Pferde-Spitznamen geworden.
- Ross (oberdeutsches Wort für Pferd)[58][59] bezeichnet unter anderem ein sehr edles Pferd, das als Schlachtross seinen Reiter in den Kampf trug.
- Rune, Ruun oder Raune ist ein plattdeutscher Ausdruck für Wallach.
- Strenze (veraltet) ist eine schlechte Stute.
- Strute ist noch bis zur Mitte des 17. Jh. für Pferdeherde verwendet worden und wird noch in einigen westmitteldeutschen Dialekten für Stute gebraucht.
- Stute in der alten Bedeutung Pferdeherde hat sich zum Beispiel im Ortsnamen Stuttgart und im Begriff Gestüt erhalten.
- Tiere der Pferdegattung: Amtliche Bezeichnung in der Schweiz (aus franz. espèce équine).[60]
- Tööt ist eine nordniedersächsische Bezeichnung für Stute.
- Warmblüter ist ein mittelschwer gebautes Reit- und Wagenpferd.
- Wutsch ist ein elsässisch-pfälzischer Dialektausdruck für Fohlen.
- Vollblüter ist ein leicht gebautes, schnelles, ausdauerndes Reitpferd orientalischer Abstammung.
- Zelter war im Mittelalter ein edles leichtes Reitpferd oder Maultier, das wegen seines besonders ruhigen Zeltgangs (Tölt) besonders für Frauen geeignet war.
- Zosse oder Zossen bezeichnet umgangssprachlich ein Hauspferd. Das Wort kommt wohl aus dem Jiddischen (hebräisch סוס sus bedeutet Pferd) und wird besonders im Plattdeutschen verwendet (auch Zurre oder Zöre).

Siehe auch: Liste fiktionaler Tiere

## Zitat
„Alles Glück dieser Erde liegt auf dem Rücken der Pferde (originaler Text: Das Paradies der Erde liegt auf dem Rücken der Pferde, in der Gesundheit des Leibes und am Herzen des Weibes)“

## Mythologie und Geschichte

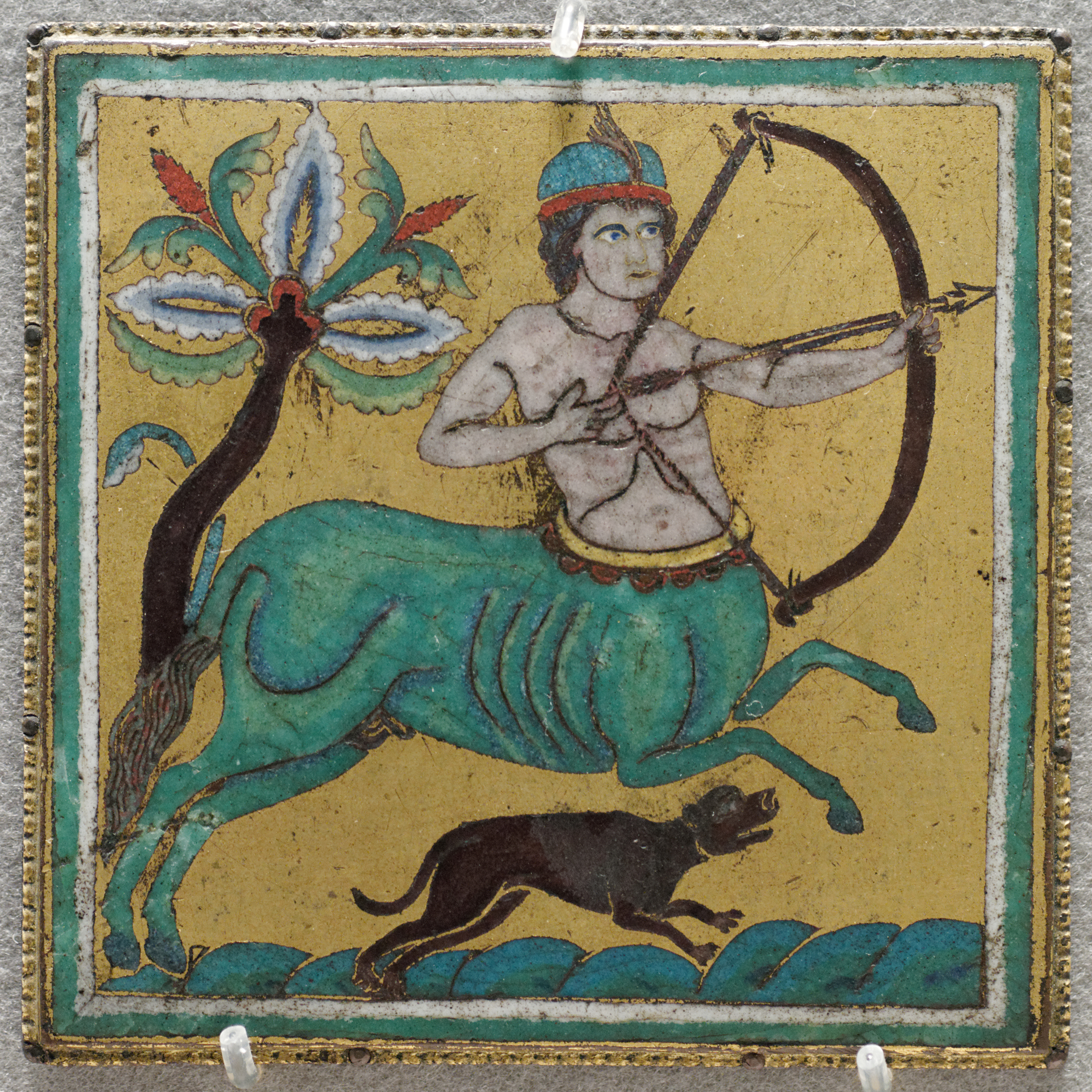
Zentaur. Dekorative Kupferplatte vergoldet und emailliert. Frankreich 1160–1170

Die ältesten erhaltenen Abbildungen von Pferden und anderen Großtieren sind die rund 30.000 Jahre alten Malereien in der Grotte Chauvet nahe der Kleinstadt Vallon-Pont-d’Arc in Südfrankreich. Kikkuli war im 15. Jahrhundert v. Chr. der Verfasser des ersten hippologischen Handbuchs zur Zucht, Haltung und Training von Pferden. Der „Pferdetrainer aus dem Land Mittani“, wie sich Kikkuli in der Eröffnung seines Textes bezeichnete, beschrieb ein detailliertes Trainingsprogramm, um die leichten Streitwagen steuern zu können. Diese veränderte Kriegstechnik verschaffte den Hethitern erhebliche Vorteile in den Kämpfen gegen ihre Nachbarn. In der Schlacht bei Qadeš 1274 v. Chr. gelang den Hethitern der Sieg über den ägyptischen Pharao Ramses II., der sich nur knapp mit seinem goldbeschlagenen Streitwagen in Sicherheit bringen konnte. Die Pferde der Hethiter waren klein. Dagegen muss es im nachfolgenden urartäischen Reich größere Pferde gegeben haben. König Menua (reg. um 810–785 v. Chr.) besaß ein Pferd namens Arsibini, das einer Keilschrift auf einem Stein zufolge einen Sieg im Weitsprung errungen haben soll. Die enge Beziehung des Menschen zum Pferd hat dazu geführt, dass es in der Mythologie vieler Völker zahlreiche Pferdegestalten gibt, denen eine religiöse Bedeutung zukommt. Die griechische Mythologie ist reich an Pferden und pferdeähnlichen Wesen:
- Der Sonnengott Helios lenkte anfangs ein Stiergespann, später einen von feuersprühenden Rossen gezogenen Wagen über die Himmelsbahn. Auf Abbildungen erscheint er mit Strahlenkranz, seine Zugpferde besitzen Flügel und vor dem Wagen rennen Jungen, die sich aufmachen, in die Tiefe zu springen. So verteilen sich die Sterne. Eos, die Göttin der Morgenröte, und die Mondgöttin Selene sind zwei Schwestern des Helios, die seinem Wagen vorausgehen.[62]
- Der Meeresgott Poseidon trägt den Beinamen Hippios als Gott der Pferde. Als er sich in seine Schwester Demeter verliebte, verwandelte sich diese in eine Stute, um ihm zu entfliehen. Poseidon verfolgte sie in Gestalt eines Hengstes und überwältigte sie. Aus dieser Vereinigung ging das Wunderpferd Areion hervor.
- Der starke Held Herakles musste im Auftrag von König Eurystheus zwölf Aufgaben erledigen. Eine davon war, die vier menschenfressenden Rosse des Diomedes zu rauben. Heimlich drang Herakles in den Stall ein, in dem die Bestien an Eisenketten festgebunden waren, tötete den durch das Wiehern der Tiere herbeigeeilten Diomedes, den er ihnen zum Fraß vorwarf. Anschließend konnte er die beruhigten Pferde mit sich treiben.
- Der Zentaur ist ein Mischwesen aus Mensch und Pferd, anstelle eines Pferdekopfs ist der Oberkörper eines Menschen zu sehen. Es gab zahlreiche Zentauren, die meisten davon unfreundliche Wesen. Die zwei berühmtesten Zentauren, Pholos und Cheiron, waren allerdings freundliche und kluge Vertreter ihrer Rasse.
- Ein Mischwesen aus der vorderen Hälfte eines Pferdes mit dem hinteren Teil bestehend aus Flügeln, Schwanz und Beinen eines Huhns ist der Hippalectryon.
- Der vordere Körper des Hippokamp bestand aus einem Pferdeleib, hinten wuchs ihm ein langer Fischschwanz. Von ihm ist der lateinische Namen der Seepferdchen, Hippocampina abgeleitet.
- Pegasus war ein geflügeltes, halbgöttliches Pferd, das Bellerophon bei zahlreichen Heldentaten half, unter anderem beim Töten der Chimära.
- Das Trojanische Pferd war ein hölzernes Pferd, in dessen Innerem sich die Griechen versteckten, um in die Stadt Troja hinein zu gelangen und die Stadt zu erobern.
- Bukephalos war das legendäre Pferd Alexanders des Großen. Ihm wurden zahlreiche mythische Eigenschaften angedichtet, angeblich konnte es sprechen; es geht aber sehr wahrscheinlich auf ein wirklich existentes Pferd zurück.

Der römische Kaiser Caligula (reg. 37–41) wollte sein Lieblingspferd Incitatus angeblich zum Konsul ernennen. Die Geschichte dient als Beleg für den Größenwahnsinn des Herrschers.
Aus der persischen Mythologie sind der Hengst Rachsch im Nationalepos Schāhnāme und das Kampfross Schabdiz des Königs Chosrau II. in der Liebesgeschichte von Chosrau und Schirin bekannt. Der Mythos vom legendären Einhorn, einem Pferd mit Ziegenhufen, dem Schwanz eines Löwen und mit einem Horn auf der Stirn, stammt wahrscheinlich aus Indien. Einhörner kamen nicht in der griechischen Mythologie vor, wohl aber in naturwissenschaftlichen Beschreibungen des Aristoteles und des Plinius.

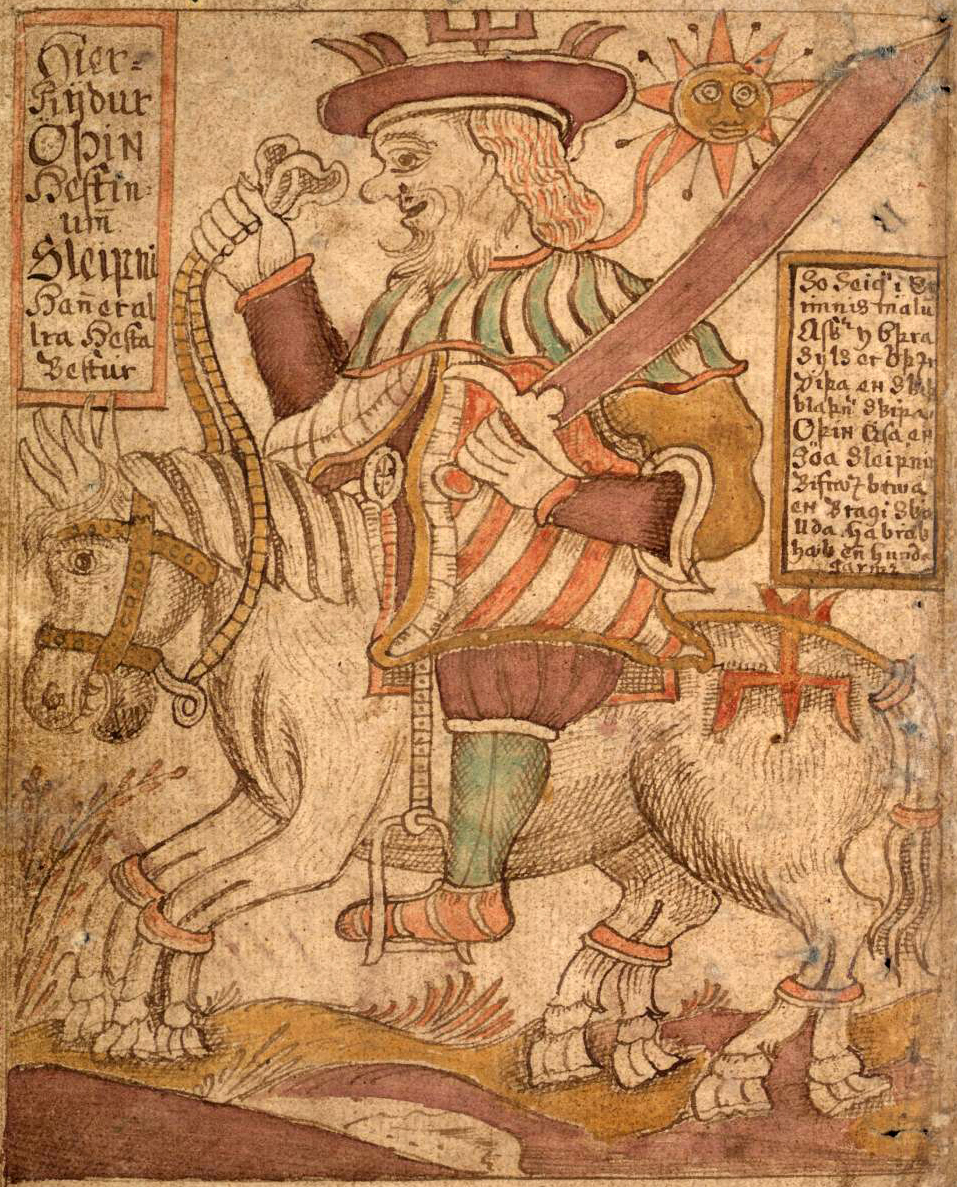
Odin auf seinem achtbeinigen Pferd Sleipnir. Illustration in einem isländischen Manuskript von 1765/66

In der nordischen Mythologie gibt es Sleipnir, das achtbeinige Pferd des Gottes Odin, sowie die Pferde Alsvidr und Arvakr, die den Wagen der Sonne über den Himmel zogen. Von den beiden Merseburger Zaubersprüchen ist der Zweite ein Zauberspruch um den gebrochenen Fuß des Pferdes zu heilen. Andere althochdeutsche Autoren verfassten auch Zaubersprüche, um das Pferd von seinem Lahmen zu heilen. Verwendung fand das Pferd auch als Wappentier.
Gemäß der islamischen Überlieferung reist der Prophet auf dem geflügelten weißen Pferd Buraq in einer Nacht zum Himmel und kehrt anschließend nach Mekka zurück. Im islamischen Volksglauben der Gnawas in Marokko trägt – angelehnt an Mohammeds Reittier – ein Buchari genanntes Pferd die in Trance gefallenen Teilnehmer der Besessenheitszeremonie Derdeba. In der persischen Miniaturmalerei sind häufig komposite (aus mehreren Figuren zusammengesetzte) Kamele, Elefanten oder Pferde zu sehen, die ein himmlisches Wesen oder einen Herrscher tragen.
Das in den Veden beschriebene Pferdeopfer Ashvamedha war das aufwendigste Ritual der altindischen Religion. In der im Hinduismus überlieferten indischen Mythologie besitzt das Pferd als Reittier (Vahana) zahlreicher Gottheiten Bedeutung. Am bekanntesten ist der in Gestalt eines Jünglings auf einem Pferd stehend oder sitzend dargestellte Sonnengott Surya. Seine menschengestaltige Darstellung auf einem Wagen (Ratha) kam wahrscheinlich über Persien nach Indien. Sein Wagenlenker ist Aruna, die Morgenröte. Die sieben Pferde des Sonnenwagens symbolisieren die sieben Wochentage.
Die zehnte irdische Herabkunft (Avatara) des Himmelsgottes Vishnu heißt Kalki. Er wird selbst als weißes Pferd vorgestellt oder als Reiter auf dem weißen Pferd Devadatta. Ebenfalls auf weißen Pferden reiten die südindischen Schutzgottheiten Aiyanar in Tamil Nadu und der im Ritual Ayyappan tiyatta in Kerala verehrte Ayyappan. Beide haben sich aus Geistwesen (Bhutas) der Volksreligion zu hinduistischen Göttern entwickelt. In lokalen Glaubensvorstellungen kommen weitere beschützende Bhutas in Pferdegestalt vor. Der an seinem dicken Bauch erkennbare Gott des Reichtums, Kubera, besitzt je nach mythischer Erzählung unterschiedliche Reittiere, darunter ein Pferd. Hayagriva kann ein Dämon mit Pferdekopf oder Vishnu in Menschengestalt mit Pferdekopf sein, wenn er den Gott des Lernens verkörpert. Einen Pferdekopf trägt auch Tumburu, der Leiter der im Himmel musizierenden Gandharvas.

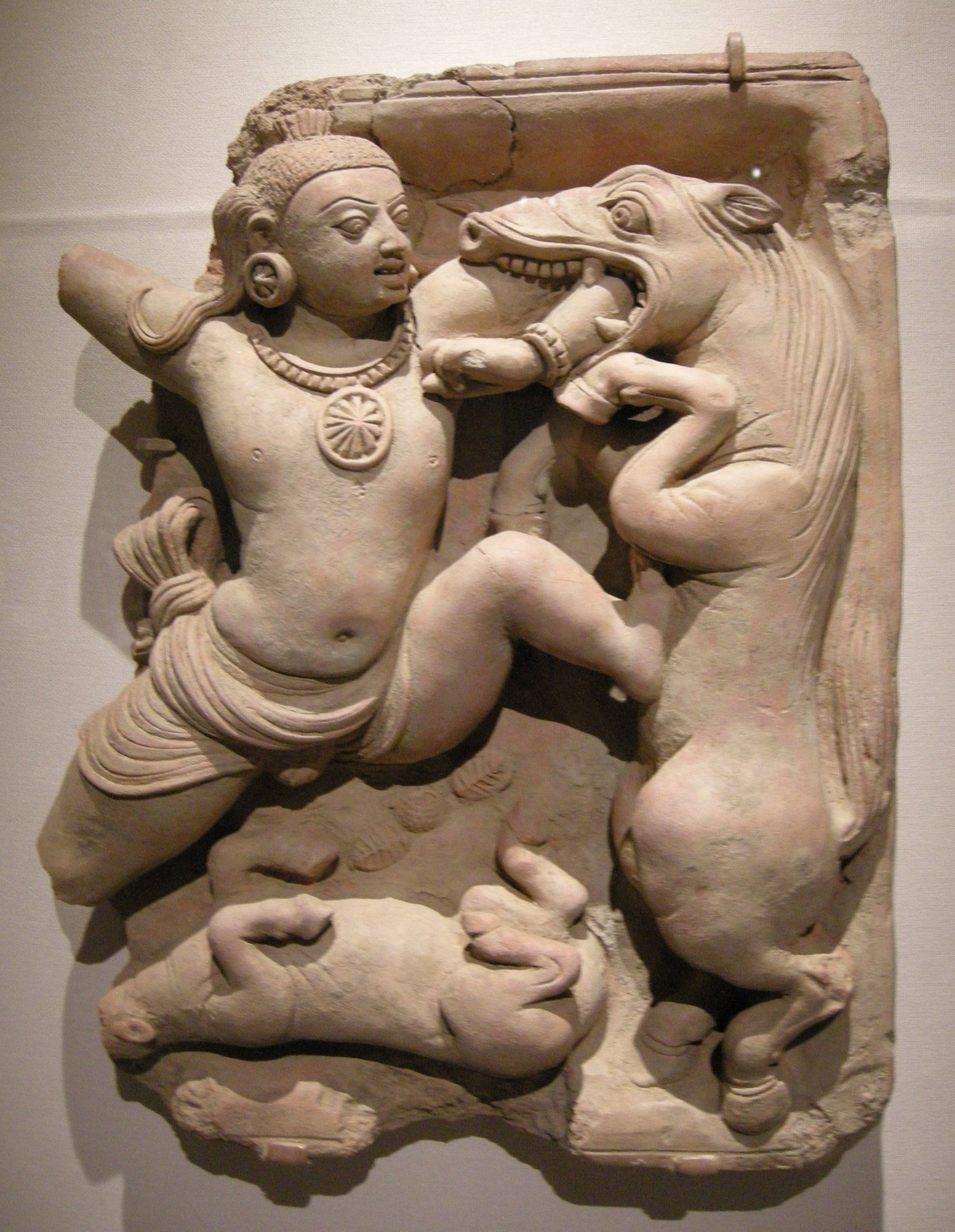
Krishna tötet den Pferdedämon Keshi. Guptazeitliches Relief aus Terrakotta. 5. Jahrhundert, Uttar Pradesh, Indien

Keshi ist nach dem Bhagavatapurana ein Dämon (Asura) in Pferdegestalt, der von Krishna, einer weiteren Herabkunft Vishnus, zur Strecke gebracht wird. Im religiösen Tanzdrama Ras lila wird Krishnas vergnügliches Spiel mit den schönen Kuhhirtinnen (Gopis) und besonders mit seiner Geliebten Radha dargestellt. Als Krishna in seinem Pferdewagen abreisen will, ziehen die Damen ein Rad von der Achse, sodass der Wagen zusammenbricht und Krishna aussteigen muss. Im Spiel formen mehrere Gopis mit ihren Körpern ein Pferd, auf das Krishna aufsitzen kann. Komposite Pferde aus Frauenleibern werden in zahlreichen Variationen in der indischen Lyrik beschrieben und in der Miniaturmalerei abgebildet.
Im Epos Mahabharata taucht ein gewisser Galava auf, ein Schüler des mythischen Weisen (Rishi) Vishvamitra. Nach Beendigung von Galavas langjährigen Studien fordert ihn sein Lehrer auf, zum Abschied 800 weiße Pferde, ein jedes mit einem schwarzen Ohr, beizubringen. Nur mit Hilfe des Göttervogels Garuda und mehrerer Könige gelingt es in einer detailreich überlieferten Geschichte, die Tiere aufzutreiben und dem Weisen zu übergeben.
Kanthaka hieß das Lieblingspferd Siddhartha Gautamas in der buddhistischen Überlieferung. Bevor Prinz Siddharta das irdische Leben aufgab und zum Buddha wurde, diente ihm der gelehrige weiße Hengst wann immer er Abenteuer zu bestehen hatte. Auch als Siddharta heimlich aus dem königlichen Palast floh, um der Welt zu entsagen, ritt er auf Kanthaka. Ein gesatteltes reiterloses Pferd kann demzufolge nach buddhistischer Vorstellung ein Symbol des Todes sein. Felszeichnungen am oberen Indus in Nordpakistan vor der Zeitenwende sind ebenfalls mit dieser Bedeutung interpretierbar.

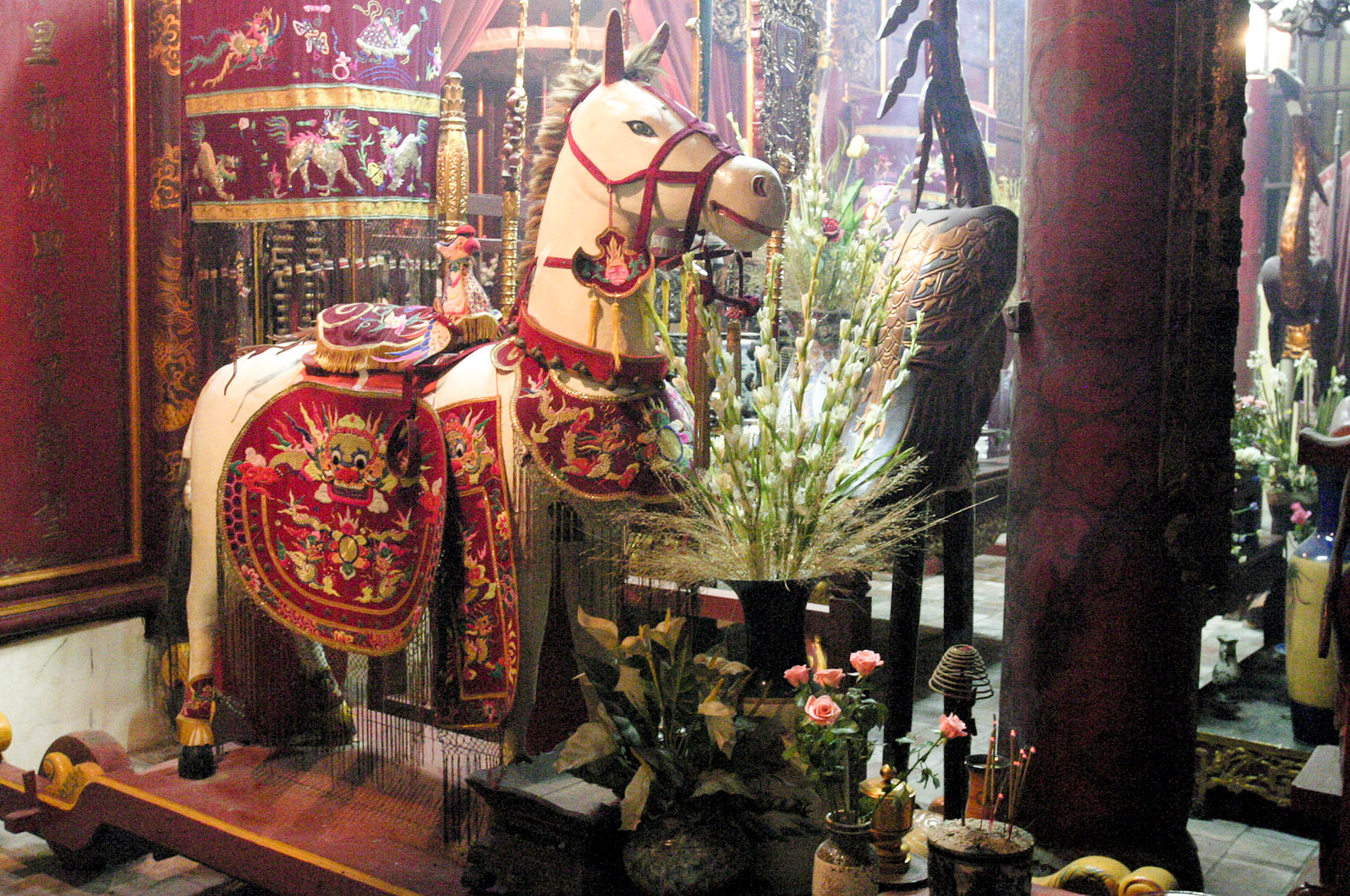
Standbild des weißen Pferdes im Bach Ma-Tempel („Tempel des weißen Pferdes“) in Hanoi

Vom Tengrismus, einer alten zentralasiatischen Glaubensvorstellung, hat sich in der schamanistischen Tradition die Vorstellung des Windpferdes als Sinnbild der geistigen Kraft und Seele des Menschen erhalten. In der chinesischen Mythologie steht in der Nähe des einhornartigen Fabelwesens Qilin das Longma genannte Drachenpferd (aus long, „Drachen“ und ma,„Pferd“). Das Pferd gehört zu den Tieren im 60-Jahre-Zyklus des chinesischen Kalenders und zu einem der Tiere, mit denen die zwölf Erdzweige charakterisiert werden.
Einige daoistische Tempel in Hongkong, Taiwan und Vietnam sind Quan Cong gewidmet, einem chinesischen General, der zur Zeit der Drei Reiche von 198 bis 249 lebte. Sein Altarbildnis wird meist zusammen mit einem überlebensgroßen weißen Holzpferd im Vorraum des Tempels als Zeichen der Macht dargestellt. Bei der Freilegung des chinesischen Mausoleum Qin Shihuangdis aus dem Jahr 210. v. Chr. kamen eine in Terrakotta nachgebildete Armee von Tausenden lebensgroßen Soldaten mit ihren Pferden und Streitwagen zum Vorschein. Die Grabbeigaben waren ein Sinnbild für die Macht des ersten chinesischen Kaisers.
Den Preis der Freiheit, den das Pferd bei seiner Domestikation zu zahlen hat, thematisiert Jean de La Fontaines Fabel Das Pferd, das sich an dem Hirsch rächen wollte (1668).

## Medien
- Niobe Thompson, Dennis Wells: Terra X - Die Geschichte von Pferd und Mensch, Produktion im Auftrag des ZDF in Zusammenhang mit arte, 2019